# Relaciones Alemania-Japón

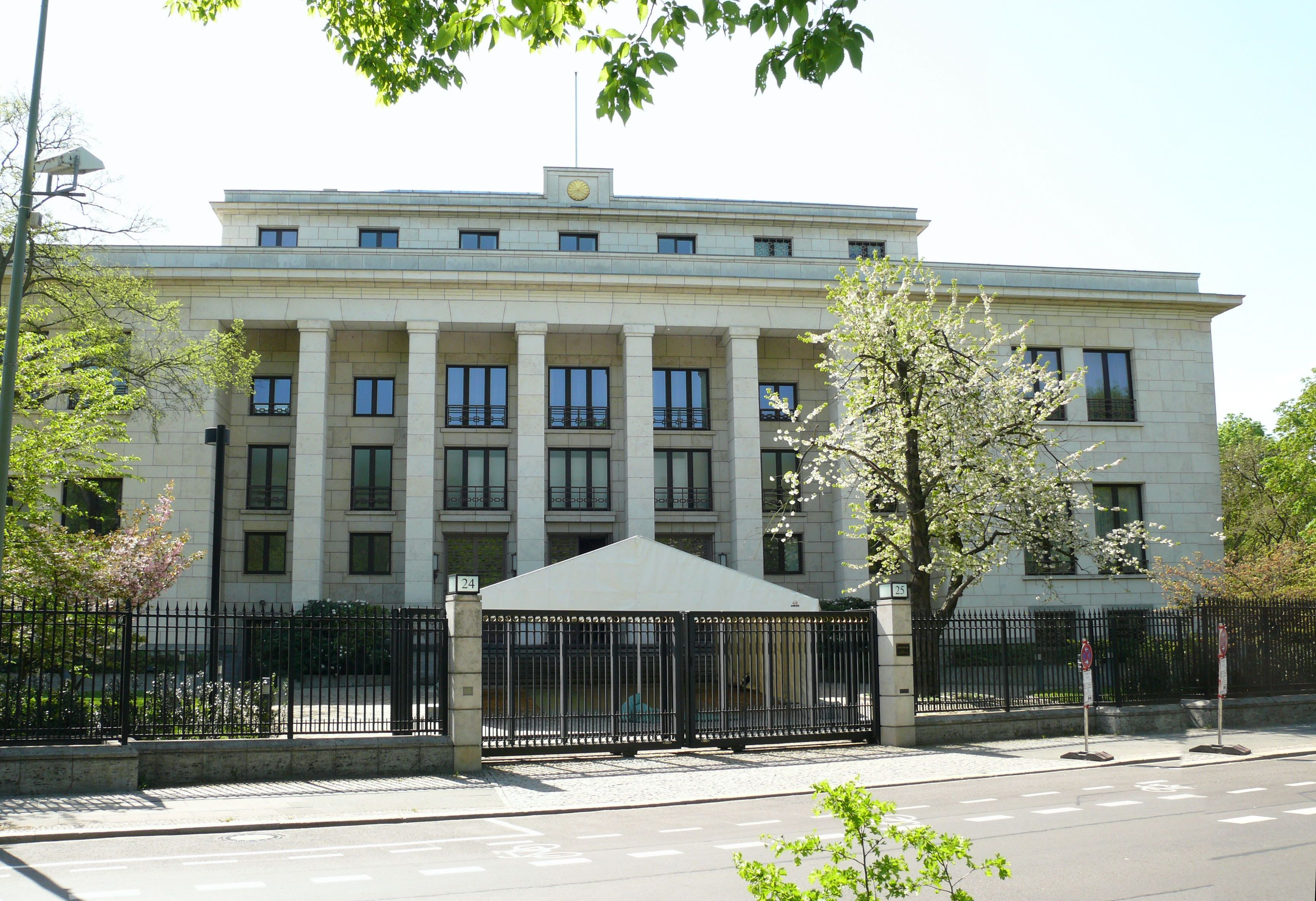
Reconstruido en la década de 1990, la embajada japonesa en la calle Hiroshima de Berlín fue construida originalmente de 1938 a 1942, y por lo tanto es un símbolo para las relaciones germano-japonesa desde entonces.

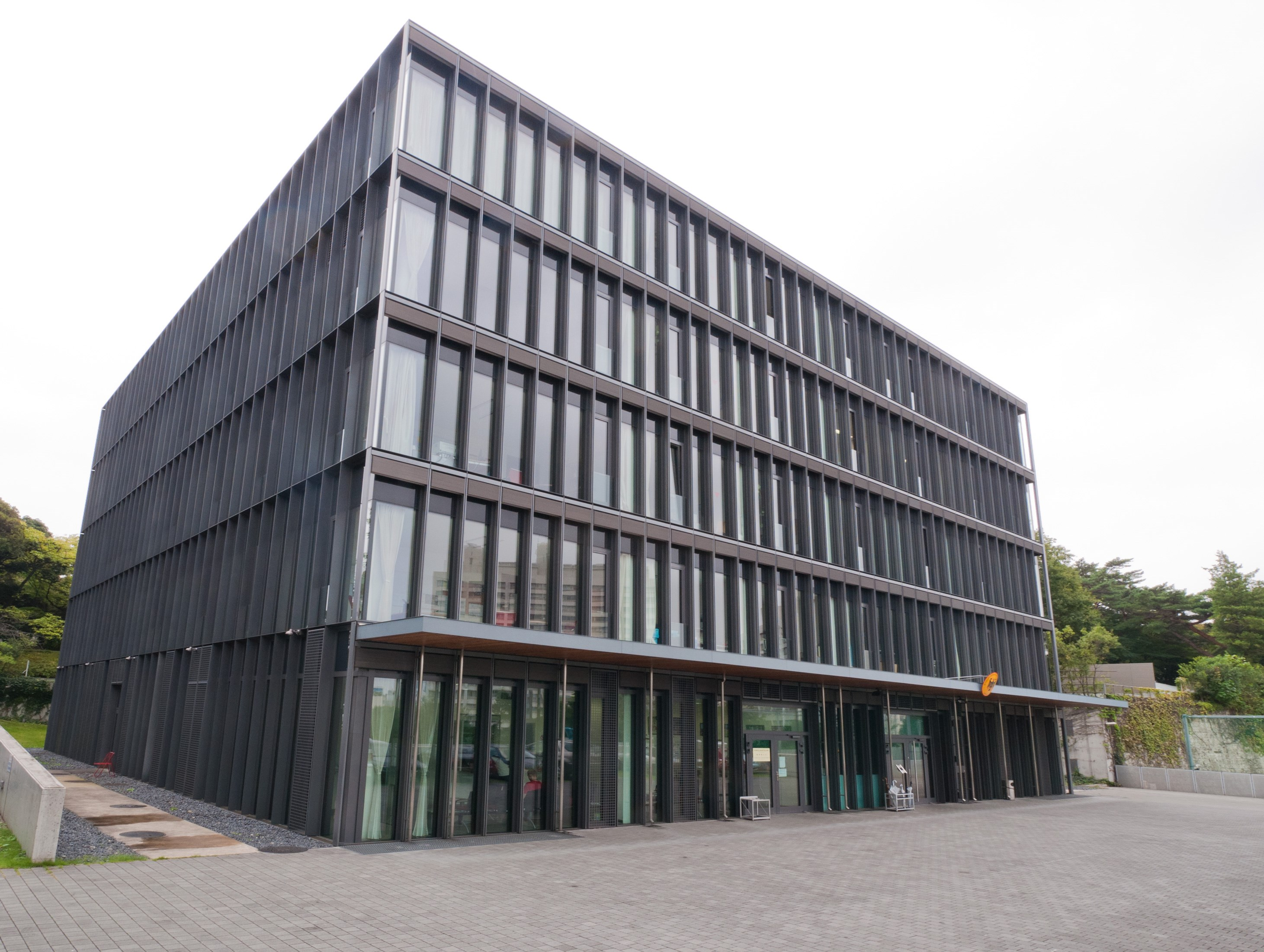
Embajada de Alemania en Japón

Las relaciones de Alemania–Japón (日独関係 Nichidokukankei?) y en alemán: Deutsch-japanische Beziehungen) fueron establecidas en 1860 con la primera visita de embajadores de Prusia a Japón (que son anteriores a la formación del Imperio Alemán en 1866/1870). Japón se modernizó rápidamente después de la Restauración Meiji de 1867, a menudo utilizando modelos alemanes a través del intercambio intelectual y cultural intenso. Después de 1900 Japón se unió con Gran Bretaña y, como consecuencia, Alemania y Japón se volvieron enemigos en la Primera Guerra Mundial. Japón le declaró la guerra a Alemania en 1914 y tomó posesiones alemanas estratégicas en China y el Pacífico.
En la década de 1930, ambos países adoptaron actitudes militares agresivas hacia sus respectivas regiones. Esto condujo a un acercamiento y, finalmente, una alianza política y militar que incluía a Italia: el "Eje". Sin embargo, durante la Segunda Guerra Mundial el Eje estaba limitado por las grandes distancias entre sus potencias. En su mayor parte Japón y Alemania combatieron guerras separadas y, finalmente, se rindieron por separado.
Después de la Segunda Guerra Mundial, las economías de ambas naciones experimentaron recuperaciones rápidas. Las relaciones bilaterales, que ahora se centraron en cuestiones económicas, poco después fueron restablecidas. Hoy en día, Japón y Alemania son respectivamente la tercera y cuarta economías más grandes del mundo, y se beneficiaron en gran medida de muchos tipos de cooperación política, cultural, científica y económica.
De acuerdo con la encuesta de la Fundación Bertelsmann a finales de 2012, los alemanes veían a Japón de manera positiva, y lo que se refiere a esa nación no como un competidor, sino como un socio. Los puntos de vista de los japoneses hacia Alemania también son positivos, viendo con un 97% a Alemania de manera positiva y solo el 3% de manera negativa

## Comparación de Países
|                            | Alemania                                                   | Japón                                                       |
| -------------------------- | ---------------------------------------------------------- | ----------------------------------------------------------- |
| Población                  | 83 149 300                                                 | 127 053 000                                                 |
| Superficie                 | 357,021 km² (137,847 mi²)                                  | 377,944 km² (145,925 mi²)                                   |
| Densidad de población      | 229/km² (593/mi²)                                          | 344/km² (891/mi²)                                           |
| Capital                    | Berlín                                                     | Tokio                                                       |
| Ciudad más grande          | Berlín – 3,513,026 (6,000,000 Metro)                       | Tokio – 13,185,502 (35,682,460 Metro)                       |
| Forma de gobierno          | República constitucional parlamentaria y federal           | Monarquía constitucional parlamentaria y unitaria           |
| Idiomas oficiales          | Alemán (de facto y de jure)                                | Japonés (de facto)                                          |
| Moneda                     | Euro                                                       | Yen                                                         |
| Religiones principales     | 58% Cristianismo, 4% islam, 1% otros                       | 83.9% Sintoísmo, 7.14% budismo, 2% cristianismo, 7.8% otros |
| Grupos étnicos             | 80% Alemanes, 3,7% turcos, 16,3% mayoría de otros europeos | 98.5% Japoneses, 0.5% coreanos, 0.4% chinos, 0.6% otros     |
| PIB (nómina)               | $3.874 trillones, (per cápita $41,267)                     | $4.602 trillones, (per cápita $33,223)                      |
| Poblaciones de expatriados | 5,971 personas de origen alemán viven en Japón             | 35,725 personas de origen japonés viven en Alemania         |
| Gastos militares           | $46.7 billones                                             | $59.3 billones                                              |

## Historia

### Primeros contactos y el fin del aislamiento japonés (antes de 1871)

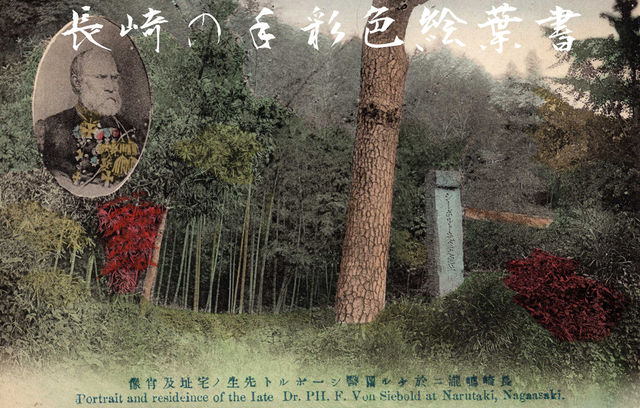
Philipp Franz Balthasar von Siebold contribuyó en gran medida a la percepción de Europa.

Las relaciones entre Japón y Alemania comenzaron desde el Shogunato de Tokugawa (1603-1868), cuando los alemanes a servicio de los holandeses llegaron a Japón a trabajar para la Compañía Neerlandesa de las Indias Orientales (VOC). Los primeros casos bien documentados son los de los médicos Engelbert Kaempfer (1651-1716) y Philipp Franz von Siebold Balthasar (1796-1866) en los años 1820 y 1860, respectivamente. Ambos acompañaron al director de la factoría holandesa en Dejima en el viaje obligatorio a Edo para pagar el tributo al Shogun. Siebold se convirtió en el autor de Nippon, Archiv zur Beschreibung von Japan (Nippon, Archivo para la descripción de Japón), una de las fuentes más valiosas de información sobre Japón del siglo XX; desde 1979 sus logros han sido reconocidos con un premio alemán anual en su honor, el premio Philipp Franz von Siebold-Preis, otorgado a los científicos japoneses. La segunda visita de von Siebold a Japón (1859-1862) se convirtió en un desastre porque trató de influir en la política holandesa en Japón y trató de obtener un puesto de trabajo fijo como diplomático en ese país.
En 1854 los Estados Unidos presionó a Japón en el Tratado de Kanagawa que terminó el aislamiento de Japón pero fue considerado un "tratado desigual" por el público japonés ya que los EE. UU. no reciprocaron la mayor parte de las concesiones de Japón con privilegios similares. En muchos casos, Japón se vio obligado a un sistema de extraterritorialidad que proveía el sometimiento de los residentes extranjeros a las leyes de sus propios tribunales consulares en lugar del sistema de ley japonesa, abrir puertos para el comercio y más tarde incluso permitir que los misioneros cristianos entrar al país. Poco después del final de la reclusión de Japón, en un período llamado "Bakumatsu" (幕末, "Fin del Shogunato"), los primeros comerciantes alemanes llegaron a Japón. En 1860 el conde Friedrich Albrecht zu Eulenburg dirigió la expedición Eulenburg a Japón como embajador de Prusia, un estado regional líder en la Confederación Alemana en ese momento. Después de cuatro meses de negociaciones, otro "tratado desigual", oficialmente dedicado a la amistad y comercio, fue firmado en enero de 1861 entre Prusia y Japón.
A pesar de ser considerada una de las numerosas negociaciones injustas impulsadas en Japón durante ese tiempo, la expedición Eulenburg, y las consecuencias de corto y largo plazo del tratado de amistad y comercio están hoy honradas como el inicio de las relaciones oficiales entre Alemania-Japón. Para conmemorar su 150 aniversario, eventos se llevaron a cabo en Alemania y Japón a partir del otoño de 2011 y hasta el otoño de 2011 con la esperanza de  "elevar los tesoros de su pasado en común con el fin de construir un puente hacia el futuro."

#### Misión diplomática de Japón en Prusia
En 1863, tres años después de la visita de von Eulenburg en Tokio, una legación Shogunal llegó a la corte de Prusia del rey Guillermo I y fue recibido con una ceremonia grandiosa en Berlín. Después de la firma del tratado, Max von Brandt se convirtió en representante diplomático en Japón – primero en representación de Prusia, después de 1866 en representación de la Confederación de Alemania del Norte, y para 1871 en representación del Imperio Alemán recién creado.
En 1868, el Shogunato Tokugawa fue derrocado y se estableció el Imperio del Japón bajo el mando del emperador Meiji. Con el regresó al poder de la dinastía Tenno, Japón exigió una revocación de los "tratados desiguales" con las potencias occidentales y se produjo una guerra civil. Durante el conflicto, el comerciante de armas alemán Henry Schnell aconsejó y suministró armas al Daimio de Nagaoka, un propietario de tierras leal al Shogunato. Un año más tarde, la guerra terminó con la derrota de los Tokugawa y con la renegociación de los "tratados desiguales".

### Modernización de Japón y el intercambio educativo (1871–1885)

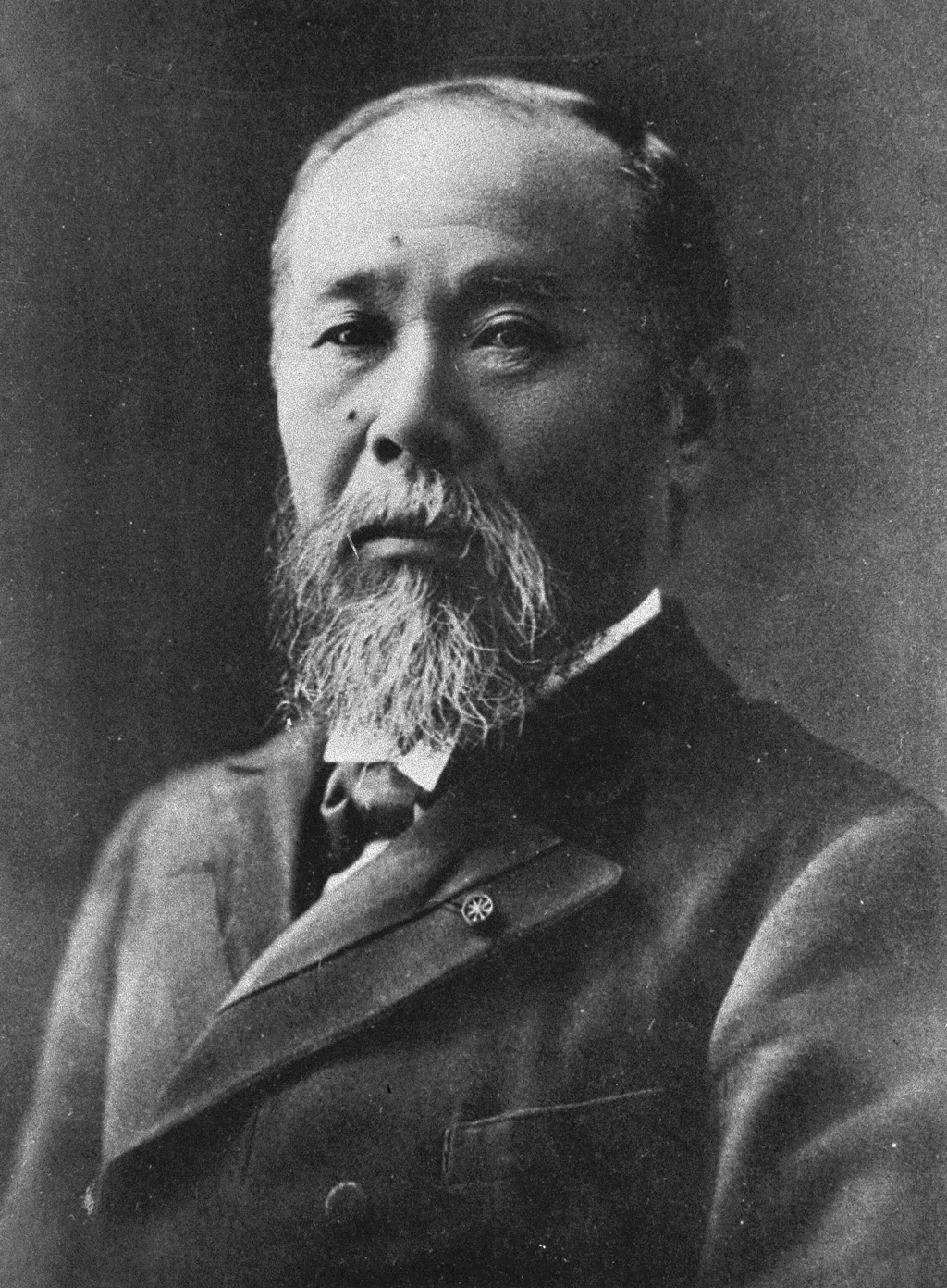
El ministro japonés Ito Hirobumi estudió las constituciones europeas en Berlín y Viena en 1882 como plantillas para una base legal japonesa.

Con el comienzo del periodo Meiji (1868-1912), muchos alemanes llegaron a trabajar a Japón como consejeros del nuevo Gobierno llamado "oyatoi gaikokujin" (お 雇 い 外国人, "extranjeros contratados") y contribuyeron a la modernización de Japón, especialmente en los campos de la medicina (Leopold Mueller, 1824-1894; Julius Scriba, 1848-1905; Erwin Bälz, 1849-1913), derecho (K.F. Hermann Roesler, 1834-1894; Albert Mosse, 1846-1925) y asuntos militares (K.W. Jacob Meckel, 1842-1906). Meckel había sido invitado por el gobierno de Japón en 1885 como asesor de un alto mando japonés y como profesor en la Escuela de Guerra del Ejército. Pasó tres años en Japón, trabajando con personas influyentes, incluyendo a Katsura Taro y Kawakami Soroku, por lo tanto contribuyendo decisivamente en la modernización del Ejército Imperial Japonés. Meckel dejó atrás a un grupo fiel de admiradores japoneses, que, después de su muerte, construyeron una estatua de bronce de él erguido frente a su antiguo colegio del ejército en Tokio. En general, el Ejército Imperial Japonés orientó intensamente su organización a lo largo de las líneas prusiano-alemanas mientras la construcción de una fuerza de combate moderna durante la década de 1880. El modelo francés que había sido seguido por el último shogunato y por el principio del gobierno Meiji fue sustituido gradualmente por el modelo prusiano bajo el mando de oficiales tales como Katsura Taro y Nogi Maresuke.
En 1889 la "Constitución del Imperio del Japón" fue promulgada, en gran medida influenciada por los estudiosos del derecho alemán Rudolf von Gneist y Lorenz von Stein, a quien el oligarca Meiji y futuro primer ministro de Japón Itō Hirobumi (1841-1909) visitó Berlín y Viena en 1882. A petición del gobierno alemán, Albert Mosse también se reunió con Hirobumi y su grupo de funcionarios de gobierno y académicos y dio una serie de conferencias sobre derecho constitucional, lo que ayudó a convencer a Hirobumi que el estilo prusiano de constitución monárquica era el más adecuado para Japón. En 1886 Mosse fue invitado a Japón con un contrato de tres años como "extranjero contratado" para el gobierno japonés para ayudar a Hirobumi e Inoue Kowashi en la redacción de la Constitución Meiji. Más tarde trabajó en otros proyectos importantes legales, acuerdos internacionales, y contratos y sirvió como asesor de gabinete en el Ministerio del Interior, ayudando al primer ministro Yamagata Aritomo en el establecimiento de los proyectos de ley y sistemas de gobierno local. Decenas de estudiantes japoneses y militares también fueron a Alemania a finales del siglo XIX, para estudiar el sistema militar alemán y recibir entrenamiento militar en las instalaciones educativas del ejército alemán y dentro de las filas alemanas, en mayor parte del ejército prusiano. Por ejemplo, más tarde famoso escritor Mori Rintaro (Mori Ōgai), que originalmente era un médico del ejército, recibió formación en el idioma alemán entre 1872 y 1874, que era la lengua principal de la educación médica en el momento. De 1884 a 1888, Ōgai visitó Alemania y desarrolló un interés en la literatura europea, produciendo las primeras traducciones de las obras de Goethe, Schiller, y Gerhart Hauptmann.

### Enfriamiento de las relaciones y la Primera Guerra Mundial (1885–1920)

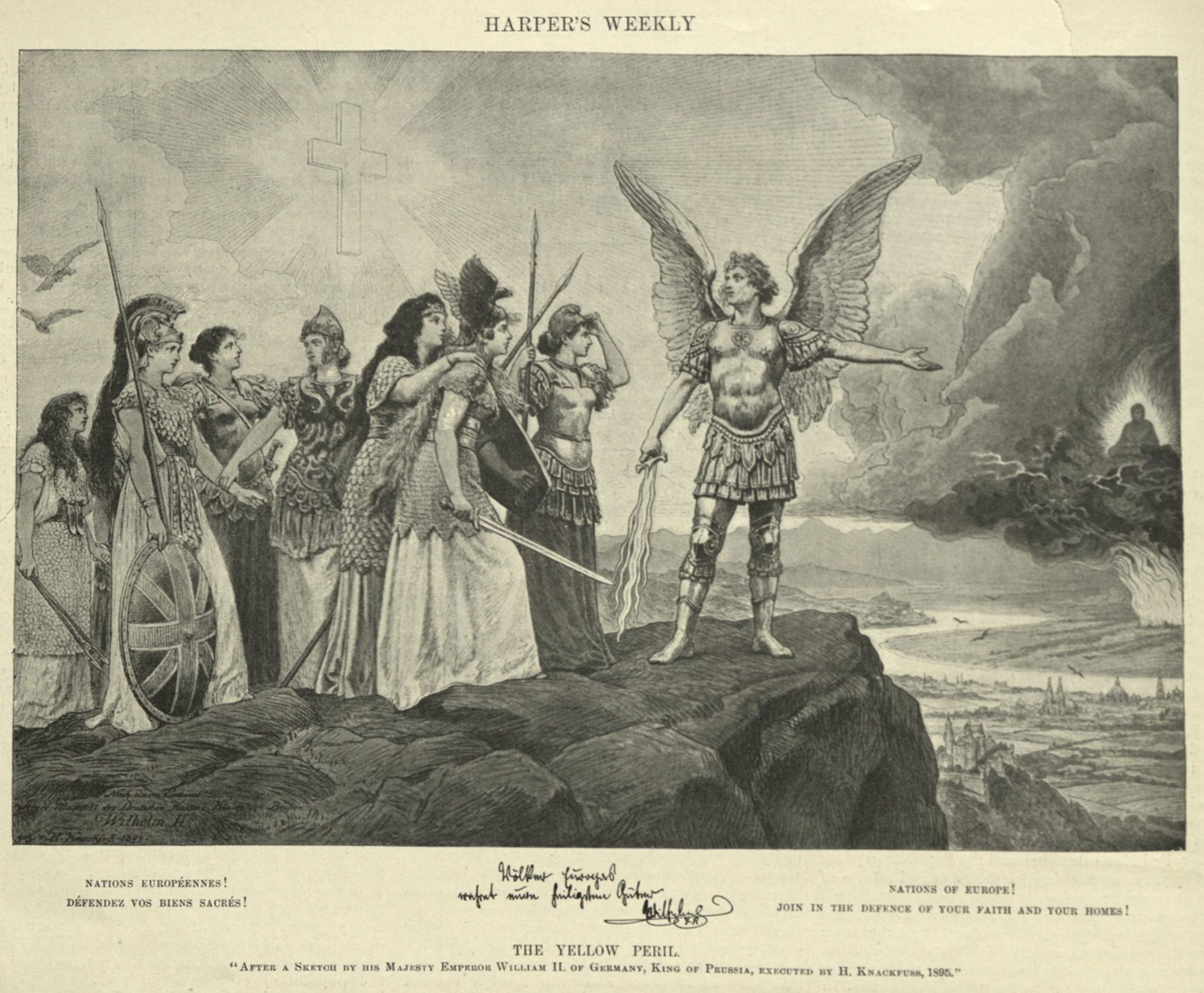
La "pintura Knackfuss", una ilustración muy popular de 1895 de la molestia Europea hacia la expansión de Japón.

A finales del siglo XIX, las relaciones de Alemania-Japón se enfriaron debido a las aspiraciones imperiales en Asia Oriental de Alemania y en general de Europa. Después de la conclusión de la Primera Guerra Sino-japonesa en abril de 1895, se firmó el Tratado de Shimonoseki, que incluía varias cesiones territoriales de China a Japón, lo más importante Taiwán y la parte oriental de la bahía de la península de Liaodong incluyendo Port Arthur. Sin embargo, Rusia, Francia y Alemania crecieron cautelosos de una esfera de influencia creciente japonesa y querían aprovechar la mala situación de China mediante la expansión de sus propias posesiones coloniales. Las fricciones culminaron en la llamada "Triple Intervención" el 23 de abril de 1895, cuando los tres poderes "incitaron" a Japón a abstenerse de adquirir sus posesiones adjudicadas en la península de Liaodong. En los años siguientes, los temores nebulosos de Guillermo II de un "peligro amarillo" - una Asia unida bajo el liderazgo de Japón, llevaron a un mayor distanciamiento entre Japón y Alemania. Guillermo II también introdujo un reglamento para limitar el número de miembros del ejército japonés para ir a Alemania para estudiar el sistema militar.
Otra prueba para las relaciones germano-japonesas fue la guerra ruso-japonesa de 1904-1905, durante la cual Alemania apoyó firmemente a Rusia. Esta circunstancia provocó que el Ministerio de Asuntos Exteriores de Japón anunciara que todo buque de carbón que entregara a los buques rusos dentro de la zona de guerra se hundiría. Después de la guerra ruso-japonesa, Alemania insistió en la reciprocidad en el intercambio de oficiales militares y estudiantes, y en los años siguientes, varios oficiales militares alemanes fueron enviados a Japón para estudiar a los militares japoneses, que, después de su victoria sobre el ejército zarista se convirtió en una organización prometedora para estudiar. Sin embargo, el creciente poder e influencia de Japón también causaron un aumento de desconfianza en el lado alemán.
El inicio de la Primera Guerra Mundial en Europa, finalmente, mostró hasta qué punto las relaciones germano-japonesas se habían deteriorado en verdad. El 7 de agosto de 1914, solo dos días después de que Gran Bretaña declaró la guerra al Imperio Alemán, el gobierno japonés recibió una solicitud oficial del gobierno británico para la asistencia en la destrucción de los invasores alemanes de la marina Kaiserliche en y alrededor de las aguas chinas. Japón, deseaba reducir la presencia de las potencias coloniales europeas en el sudeste de Asia, especialmente en la costa de China, Alemania envió un ultimátum el 14 de agosto de 1914, que se dejó sin respuesta. Japón entonces declaró formalmente la guerra al Imperio Alemán el 23 de agosto de 1914 entrando así a la Primera Guerra Mundial como aliado de Gran Bretaña, Francia y el Imperio ruso para detener las Carolinas de Alemania, las Islas Marshall y las islas Marianas en el Pacífico.
La única gran batalla que tuvo lugar entre el Japón y Alemania fue el asedio del puerto chino de Tsingtao controlado por Alemania en la bahía Kiautschou. Las fuerzas alemanas aguantaron desde agosto hasta noviembre de 1914, bajo un bloqueo japonés/británico total, el fuego de artillería y las probabilidades de 6:1 - un hecho que dio una inyección de moral durante el asedio, así como más tarde en la derrota. Después de que las tropas japonesas atacaron la ciudad, los muertos alemanes fueron enterrados en Tsingtao y las tropas restantes fueron transportadas a Japón, donde fueron tratados con respeto en lugares como el Bandō de Prisioneros de Campo de la guerra. En 1919, cuando el Imperio Alemán formalmente firmó el Tratado de Versalles, todos los prisioneros de guerra fueron puestos en libertad y regresaron a Europa.
Japón fue un signatario del Tratado de Versalles, que establecía duras repercusiones para Alemania. En el Pacífico, Japón ganó las islas alemanas al norte del ecuador (las Islas Marshall, las Carolinas, las Marianas, las Islas Palau) y Kiautschou/Tsingtao en China. El artículo 156 del Tratado también transfirió las concesiones alemanas en Shandong a Japón en lugar de volver a la autoridad soberana de China, un tema que pronto sería conocido como Problema de Shandong. El ultraje chino sobre esta disposición dio lugar a manifestaciones, y un movimiento cultural conocido como el Movimiento del Cuatro de Mayo influenció a China de no firmar el tratado. China declaró al final de su guerra contra Alemania en septiembre de 1919 y firmó un tratado por separado con Alemania en 1921. Este hecho contribuyó en gran medida a Alemania confiando en China y no en Japón, como su socio estratégico en el Este de Asia para los próximos años.

### Acercamiento, el Eje y la Segunda Guerra Mundial (1920–1945)

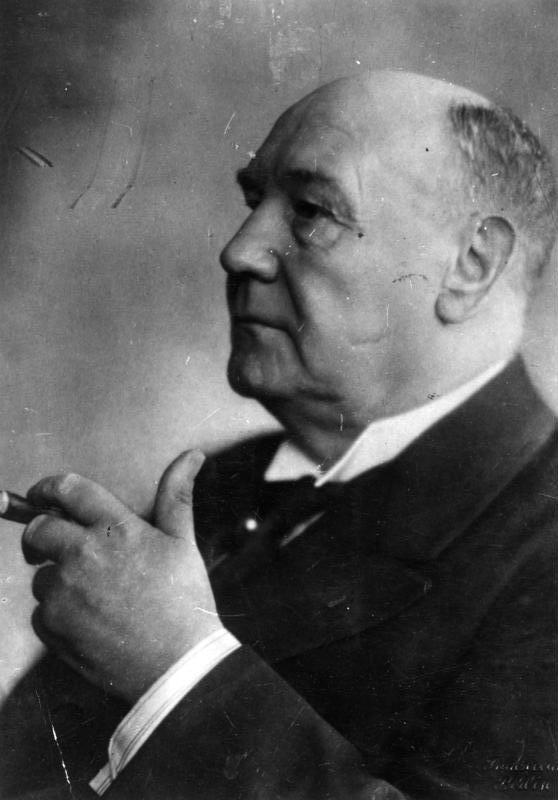
Como embajador de Alemania en Tokio desde 1920 hasta 1928, Wilhelm Solf inició el restablecimiento de las buenas relaciones germano-japonesas.

Después de que Alemania tuvo que ceder la mayor parte de la antigua Nueva Guinea alemana y Kiautschou/Tsingtao a Japón y la cooperación entre China y Alemania se intensificó, las relaciones entre Berlín y Tokio estaban casi muertas. Bajo la iniciativa de Wilhelm Solf, que sirvió como embajador de Alemania en Japón desde 1920 hasta 1928, el intercambio cultural se fortaleció de nuevo, culminando en el restablecimiento de la "Sociedad alemana-japonesa" (1926), la fundación de la "Sociedad Cultural alemana-japonesa" (1927), y del "Instituto de Investigaciones alemana-japonesa " (1934).
Una cepa temporal fue puesta en el acercamiento germano-japonés en junio de 1935, cuando se firmó el acuerdo naval anglo-alemán entre el Reino Unido y la Alemania Nazi, uno de los muchos intentos por parte de Adolf Hitler para mejorar las relaciones entre los dos países. Después de todo, Hitler ya había establecido sus planes en Mein Kampf, en la que él identificó a Inglaterra como un compañero prometedor, pero también definió a Japón como un objetivo de "judaísmo internacional", y por lo tanto un posible aliado:

No estaba en los intereses de Gran Bretaña para que Alemania quedara aniquilada, pero sobre todo un interés judío. Y al día de hoy la destrucción de Japón serviría menos a los intereses políticos británicos de lo que serviría a los propósitos de largo plazo de los que están liderando el movimiento que se espera establecer un imperio judío mundial.
Adolf Hitler,Mi Lucha (volumen 1)

En ese momento, muchos políticos japoneses, entre ellos el almirante Isoroku Yamamoto (que era un crítico abierto de la alianza con la Alemania Nazi), se sorprendieron por el Acuerdo Naval anglo-germano. Sin embargo, los líderes de la junta militar entonces en control en Tokio llegaron a la conclusión de que era una estrategia diseñada para comprarle tiempo a los nazis para coincidir con la marina británica.

#### Consolidación de la cooperación

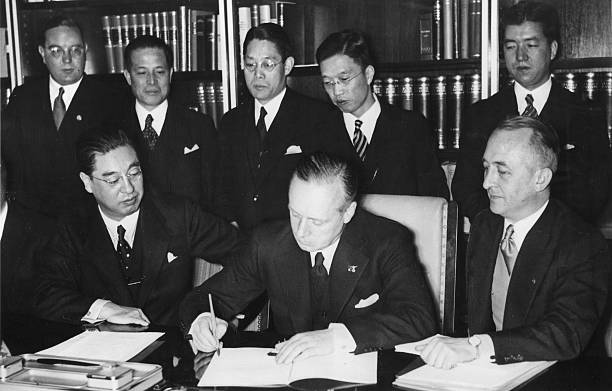
El embajador japonés Kintomo Mushakoji y el canciller de la Alemania Nazi Joachim von Ribbentrop firmaron el Pacto Antikomintern en 1936.

Los líderes militares de Tokio procedieron a elaborar planes que aseguraran el suministro de recursos del Imperio, eventualmente con la creación de una "Esfera de Prosperidad de la Gran Asia Oriental". En general, una mayor expansión fue concebida - ya sea hacia el norte, atacando a la Unión Soviética, un plan que fue llamado Hokushin-ron, o al apoderarse de las colonias francesas, neerlandesas y británicas hacia el sur, un concepto apodado "Nanshin". Hitler, por otra parte, nunca se desistió de su plan para conquistar nuevos territorios en Europa Oriental para Lebensraum; entonces, los conflictos con Polonia y más tarde con la Unión Soviética parecieron inevitables.
La primera consolidación jurídica de los intereses mutuos de Alemania y Japón se produjo en 1936, cuando los dos países firmaron el Pacto Antikomintern, que fue dirigido contra la Internacional Comunista (Komintern) en general y a la Unión Soviética en particular. Tras la firma, el gobierno de la Alemania nazi también incluyó el pueblo japonés en su concepto de "Arios honorarios". Yasuhito, Prince Chichibu luego asistió al Congreso de Núremberg de 1937 en Alemania y se reunió con Hitler, con quien trató de impulsar las relaciones personales. La Italia fascista, dirigida por Benito Mussolini se unió al pacto ese mismo año, iniciando la formación del llamado Eje entre Roma, Berlín y Tokio.
Originalmente, Alemania tenía una relación muy estrecha con el gobierno nacionalista chino, incluso proporcionando ayuda y asistencia militar a la República de China. Las relaciones se tensaron después del estallido de la Segunda Guerra Sino-japonesa el 7 de julio de 1937, cuando China concluyó poco después del pacto sino-soviético de no agresión con la Unión Soviética. Eventualmente Hitler llegó a la conclusión de que Japón, no China, sería un socio geoestratégico más fiable, a pesar de la relación económica entre China y Alemania era superior y optó por poner fin a su alianza con los chinos como el precio de obtener una alianza con el Japón más moderno y potente. En 1938 para el Reichstag, Hitler anunció el reconocimiento alemán de Manchukuo, el estado títere ocupado por los japoneses en Manchuria, y renunció a las reclamaciones alemanas a las antiguas colonias en el Pacífico en poder de Japón. Hitler ordenó el final de los envíos de armas a China, así como la revocación de todos los oficiales alemanes unidos al ejército chino. A pesar de este movimiento, sin embargo, Hitler conservó su percepción general de que ni Japón ni las civilizaciones chinas fueran inferiores a la de Alemania. En el Testamento Político de Adolf Hitler, escribió:

El orgullo en la propia raza de uno - y que no implica desprecio por otras razas - es también un sentimiento normal y saludable. Nunca he considerado que los chinos o los japoneses como inferiores a nosotros mismos. Pertenecen a las antiguas civilizaciones, y admito libremente que su historia pasada es superior a la nuestra. Ellos tienen el derecho de estar orgullosos de su pasado, al igual que tenemos el derecho a estar orgullosos de la civilización a la que pertenecemos. En efecto, creo más firme que los chinos y los japoneses siguen siendo en su orgullo de raza, más fácil lo encontraré a seguir adelante con ellos.
Adolf Hitler,El Testamento Político de Adolfo Hitler, Nota #5 (febrero – abril de 1945)

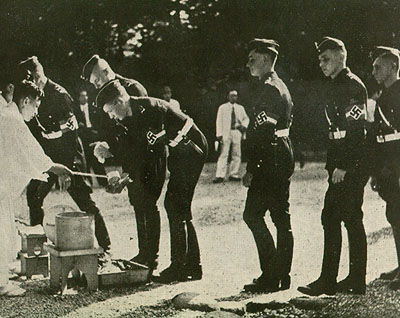
Una delegación de la Hitlerjugend visita el santuario Meiji en Tokio durante un recorrido de amistad de varios meses de duración en 1938.

Durante la década de 1930, aunque motivado por razones políticas y de propaganda, varios intercambios culturales entre Japón y Alemania tuvieron lugar. Un enfoque fue puesto en el intercambio de jóvenes, y se realizaron numerosas visitas mutuas; por ejemplo, a finales de 1938, la nave Gneisenau llevó a una delegación de 30 miembros de la Hitlerjugend a Tokio para una visita de estudio.
En 1938, se buscaron medidas representativas para abrazar la alianza germano-japonesa y se inició la construcción de un nuevo edificio de la embajada japonesa en Berlín. Después de la embajada anterior tuvo que ceder el paso a los planes de Hitler y Albert Speer de la remodelación de Berlín a la ciudad capital mundial de Germania, un nuevo y más pomposo edificio fue erigido en un distrito diplomático recientemente establecido junto a Tiergarten. Fue creada por Ludwig Moshamer bajo la supervisión de Speer y se colocó frente a la embajada italiana, autoconfiriéndose el énfasis arquitectónico en el Eje de Roma-Berlín-Tokio.
A pesar de los planes tentativos para un enfoque germano-japonés contra la URSS se dio a entender en el Pacto de Antikomintern de 1936, los años 1938 y 1939 ya fueron decisivos para la decisión de Japón de no ampliarse hacia el norte (es decir, en contra de la URSS), pero sí hacia el sur. El imperio perdió de manera decisiva dos peleas fronterizas contra los soviéticos, las batallas del Lago Jasán y Jaljin Gol, por lo tanto convenciéndose a sí que el Ejército Imperial Japonés, que carece de tanques pesados y similares, no estaría en condiciones de desafiar al Ejército Rojo en ese momento. Sin embargo, el sentimiento antisoviético de Hitler pronto dio lugar a nuevos acercamientos con Japón, ya que todavía creía que Japón se uniría a Alemania en una futura guerra contra la Unión Soviética, ya sea de forma activa con la invasión al sureste de Siberia, o pasivamente atando grandes partes del Ejército Rojo, que temía un ataque del Ejército de Kwantung de Japón en Manchuria, con 700.000 hombres a de finales de 1930

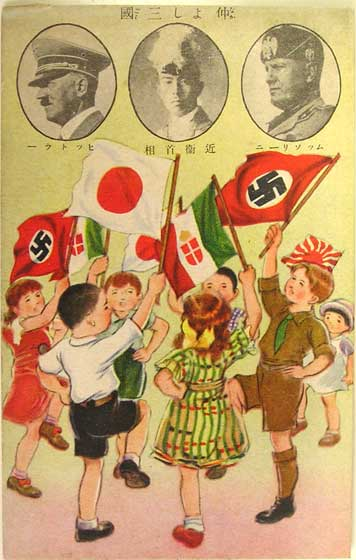
"Buenos amigos en tres países": cartel de propaganda japonés de 1938 promoviendo la cooperación entre Japón, Alemania e Italia.

En contraste con sus planes actuales, el concepto de Hitler de detenerse – en combinación con su frustración con Japón envuelto en interminables negociaciones con los Estados Unidos, y tendiendo en contra de la guerra con la URSS – dio lugar a una colaboración temporal con los soviéticos en el Pacto Molotov-Ribbentrop, firmado en agosto de 1939. Ni Japón ni Italia habían sido informados previamente de pacto de Alemania con los soviéticos, lo que demuestra la desconfianza subliminal constante entre la Alemania nazi y sus compañeros. Después de todo, el pacto no solo estipula la división de Polonia entre ambos firmantes en un protocolo secreto, pero también hizo que el Pacto Antikomintern fuese más o menos irrelevante. Con el fin de eliminar la tensión que el movimiento de Hitler había puesto en las relaciones germano-japonesas, el "Acuerdo de Cooperación Cultural entre Japón y Alemania" fue firmado en noviembre de 1939, solo unas semanas después de Alemania y la Unión Soviética habían concluido su invasión de Polonia y Gran Bretaña y Francia declararon la guerra a la Alemania Nazi.
Durante el año siguiente, Japón también continuó con sus planes de expansión. La invasión de la Indochina francesa el 22 de septiembre de 1940 (que en ese entonces estaba controlada por el gobierno colaborador de Vichy), y el sangriento conflicto en curso entre Japón y China, pusieron una tensión severa en las relaciones de Estados Unidos y Japón. El 26 de julio de 1940, los Estados Unidos aprobaron la Ley de Control de Exportación, cortando las exportaciones de petróleo, hierro y acero a Japón. Esta política de contención fue la advertencia de Washington a Japón que cualquier otra expansión militar daría lugar a más sanciones. Sin embargo, tales acciones estadounidenses fueron interpretados por los líderes militaristas de Japón como señales de que tenían que tomar medidas radicales para mejorar la situación del Imperio, impulsando así a Japón más cerca de Alemania.

#### Formación del Eje
Con la Alemania nazi no solo habiendo conquistado la mayor parte de la Europa continental, entre ellos Francia, pero también manteniendo la impresión de una Gran Bretaña frente a una inminente derrota, Tokio interpretó la situación en Europa como prueba de una debilidad fundamental y fatal en las democracias occidentales. El liderazgo de Japón llegó a la conclusión de que el actual estado de las cosas tenía que ser explotado y posteriormente comenzó a buscar una cooperación aún más estrecha con Berlín. Hitler, por su parte, no solo temía un estancamiento duradero con Gran Bretaña, sino que también había empezado a planear una invasión a la Unión Soviética. Estas circunstancias, junto con la escasez de materias primas y alimentos, aumentaron el interés de Berlín en una alianza más fuerte con Japón. El ministro de Exteriores alemán Joachim von Ribbentrop fue enviado para negociar un nuevo tratado con Japón, cuyas relaciones con Alemania e Italia, los tres pronto serían llamados las "Potencias del Eje", fueron cementados con el Pacto Tripartito el 27 de septiembre de 1940.
El propósito del Pacto, dirigido contra un poder sin nombre suponiendo que son los Estados Unidos, era disuadir que el poder apoyara a Gran Bretaña, por lo tanto, no solo el fortalecimiento de la causa de Italia y Alemania en la Campaña del Norte de África y el teatro del Mediterráneo, sino también el debilitamiento de las colonias británicas en el sudeste de Asia antes de una invasión japonesa. El tratado declaró que los tres países respetarían el "liderazgo" de cada uno en sus respectivas esferas de influencia, y se prestarán asistencia mutua en caso de un ataque por un tercero. Sin embargo, los conflictos ya en curso, como la firma del Pacto, se excluyeron explícitamente. Con esta terminología defensiva, la agresión por parte de un Estado miembro hacia un estado no miembro daría lugar a ninguna obligación en virtud del Pacto. Estas limitaciones pueden interpretarse como un síntoma de las relaciones germano-japonesas de la época siendo impulsadas por el interés mutuo, respaldadas por el militarista compartida, expansionista y las ideologías nacionalistas de sus respectivos gobiernos.

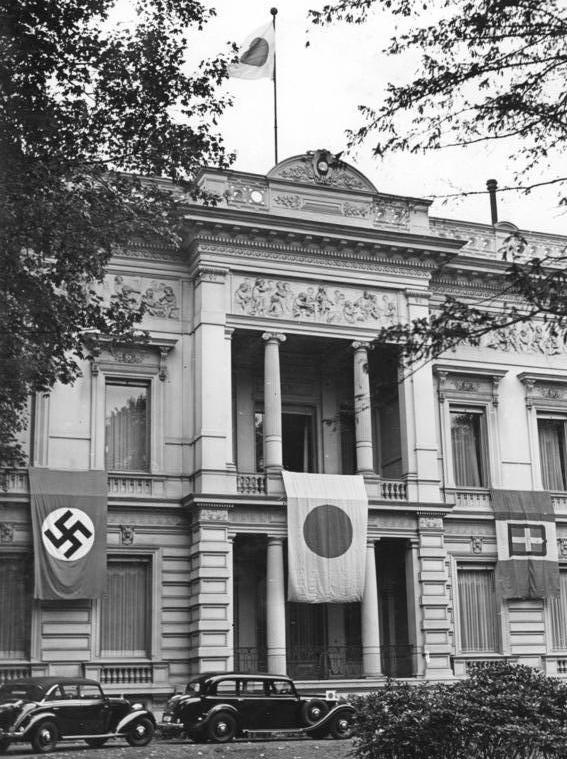
La embajada de Japón en Berlín, vestida con las banderas de los tres firmantes del Pacto Tripartito en septiembre de 1940

Otra limitación decisiva en la alianza germano-japonesa fueron las diferencias fundamentales entre las políticas de las dos naciones hacia los Judíos. Con la actitud muy conocida de la Alemania Nazi siendo Antisemitismo en extremo, Japón se abstuvo de adoptar cualquier postura similar. El 31 de diciembre de 1940, el canciller japonés Yosuke Matsuoka, un fuerte defensor del Pacto Tripartito, dijo a un grupo de hombres de negocios judíos:

Soy el hombre responsable de la alianza con Hitler, pero en ninguna parte le prometí que íbamos a llevar a cabo sus políticas antisemitas en Japón. Esto no es simplemente mi opinión personal, es la opinión de Japón, y no tengo reparos en anunciarlo al mundo.
Yōsuke Matsuoka (31 de diciembre de 1940)

En una nota similar, ambos países continuarían ocultando cualquier crimen de guerra cometido por el otro lado por el resto de la guerra. El Holocausto se ocultó sistemáticamente por el liderazgo en Tokio, al igual que los crímenes de guerra japoneses, por ejemplo, la situación en China, se mantuvo en secreto del público alemán. Otro ejemplo son las atrocidades cometidas por el ejército japonés en Nankín en 1937, que fueron denunciadas por el industrial alemán John Rabe. Posteriormente, el liderazgo alemán ordenó a Rabe de vuelta a Berlín, confiscando todos sus informes y prohibir cualquier discusión adicional de este tema.
Después de la firma del Pacto Tripartito, visitas mutuas de carácter político y militar aumentaron. Después de que el as alemán y experto en paracaídas Ernst Udet visitó Japón en 1939 para inspeccionar las fuerzas aéreas japonesas, informando a Hermann Göring que "los voladores japoneses, aunque valientes y dispuestos, no son batidores del cielo", el general Tomoyuki Yamashita se le dio la tarea de reorganizar la fuerza aérea japonesa a finales de 1940. Con este fin, Yamashita llegó a Berlín en enero de 1941, permaneciendo casi seis meses. Inspeccionó la rota Línea Maginot y las fortificaciones alemanes en la costa francesa, observó a los aviones alemanes en el entrenamiento, e incluso voló en una incursión a través de Gran Bretaña después de la decoración de Hermann Göring, jefe de la Luftwaffe alemana, con los japoneses "Gran Cordón del Sol Naciente". El general Yamashita también se reunió y habló con Hitler, de quien comentó:

Sentí, que en la mente de Hitler había mucho de lo espiritual, más allá de los planes de materiales. Cuando me encontré con el Führer dijo que desde niño se había sentido atraído por Japón. Leyó cuidadosamente los informes de  la victoria de Japón sobre Rusia cuando tenía solo 17 años de edad y estaba impresionado por la fuerza asombrosa de Japón.
Gen. Tomoyuki Yamashita (1940)

De acuerdo con Yamashita, Hitler prometió recordar Japón en su voluntad, dando instrucciones a los alemanes "para unirse a sí mismos eternamente al espíritu japonés." De hecho, el general Yamashita estaba tan excitado que dijo: "En poco tiempo, algo grande va a suceder. Sólo observa y espera." Al volver a casa, la delegación japonesa fue acompañado por más de 250 técnicos alemanes, ingenieros e instructores. Pronto, la Fuerza Aérea de Japón fue una de las más poderosas en el mundo.
El 11 de noviembre de 1940, las relaciones entre Alemania y Japón, así como los planes de Japón para avanzar hacia el sur en el sudeste de Asia, fueron reforzados con decisión cuando la tripulación del crucero auxiliar alemán Atlantis abordó el buque de carga británico SS Automedon. Se encontraron quince bolsas de correo Información Clasificada para el Lejano Comando Oriental Británico, incluyendo los informes de inteligencia naval que contienen la última evaluación de la fuerza militar del Imperio Japonés en el Lejano Oriente, junto con los detalles de las unidades de la Fuerza Aérea Real, la fuerza naval, y notas sobre las defensas de Singapur. Se pintó un panorama sombrío de la tierra británica y las capacidades navales en el Lejano Oriente, y declaró que Gran Bretaña estaba demasiado débil para arriesgarse a una guerra con Japón. El correo llegó a la embajada alemana en Tokio el 5 de diciembre, y fue entonces llevado a mano a Berlín a través del ferrocarril transiberiano. Por iniciativa del agregado naval alemán Paul Wenneker, se le dio una copia a los japoneses; que proporcionaba valiosa información de inteligencia antes de que comenzaran sus hostilidades contra las potencias occidentales. El capitán del Atlantis, Bernhard Rogge, fue recompensado por ello con una katana; los únicos otros alemanes tan honrados fueron Hermann Göring y el mariscal de campo Erwin Rommel.
Después de leer los documentos capturados, el 7 de enero de 1941, el almirante japonés Yamamoto escribió al ministro Naval preguntando si Japón noqueaba a América, las fuerzas británicas y neerlandesas restantes se debilitarían de manera adecuada para que los japoneses hicieran un golpe mortal. De esta manera, Nanshin-ron, el concepto de la marina de guerra japonesa condujera una campaña al sur rápidamente maduró y ganó más partidarios.

#### Estableciendo una coordinación de planes de guerra conjuntos

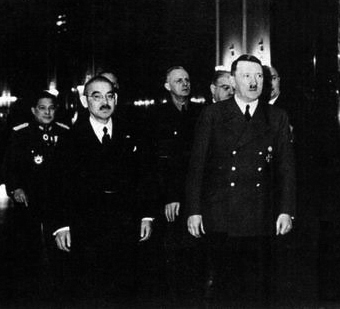
El canciller japonés Yosuke Matsuoka visita a Adolf Hitler en Berlín a finales de marzo de 1941.

Hitler, por otro lado estaba concluyendo los preparativos para la "Operación Barbarroja", la invasión de la Unión Soviética. Con el fin de apoyar directa o indirectamente a su inminente ataque hacia el este, el Führer había sugerido en repetidas ocasiones a Japón que reconsiderara los planes para un ataque contra el Lejano Oriente soviético en todo 1940 y 1941. En febrero de 1941, como resultado de la insistencia de Hitler, el General Oshima volvió a Berlín como embajador. El 5 de marzo de 1941, Wilhelm Keitel, jefe del OKW emitió la "Orden Básica Número 24 con respecto a la Colaboración con Japón":

- 1. Debe ser el objetivo de la colaboración basada en el Pacto de los Tres Poderes para inducir Japón, tan pronto como sea posible, para tomar medidas activas en el Lejano Oriente. Las fuerzas británicas fuertes por lo tanto estarán atadas, y el centro de gravedad de los intereses de los Estados Unidos de América serán desviados hacia el Pacífico. Cuanto antes intervenga, mayor serán las perspectivas de éxito para Japón en vista de la preparación aún sin desarrollar para la guerra por parte de sus adversarios. La operación Barbarroja creará requisitos políticos y militares especialmente favorables para ello.
- 2. Para preparar el camino para la colaboración es esencial fortalecer el potencial militar japonés con todos los medios disponibles. Para ello, los altos mandos de las ramas de las Fuerzas Armadas cumplirán de manera amplia y generosa con los deseos japoneses para obtener información sobre la experiencia de guerra y de combate alemán, y para la asistencia en economía y militares en cuestiones técnicas. La reciprocidad es deseable, pero este factor no debe interponerse en el camino de las negociaciones. La prioridad de forma natural se debe dar a esas solicitudes japonesas que tendrían la aplicación más inmediata en hacer la guerra. En casos especiales, el Führer se reserva las decisiones por sí mismo.
- 3. La armonización de los planes operativos de las dos partes es la responsabilidad del Alto Mando Naval. Esto estará sujeto a los siguientes principios rectores:
  - a. El objetivo común de la conducción de la guerra se tiene que subrayar como obligar a Inglaterra hacia la tierra de forma rápida y con ello mantener a Estados Unidos fuera de la guerra. Más allá de esto Alemania no tiene intereses políticos, militares, o económicos en el Lejano Oriente, que darían ocasión para cualquier reserva con respecto a las intenciones japonesas.
  - b. Los grandes éxitos conseguidos por Alemania en la guerra mercantil hacen que parezcan particularmente adecuados emplear fuertes fuerzas japonesas para el mismo propósito. A este respecto, todas las oportunidades para apoyar la guerra alemán mercantil deben ser explotadas.
  - c. La situación de la materia prima de los poderes del pacto exige que Japón debe adquirir la posesión de los territorios que se necesitan para la continuación de la guerra, especialmente si Estados Unidos interviene. Envíos de goma deben llevarse a cabo incluso después de la entrada de Japón en la guerra, ya que son de vital importancia para Alemania.
  - d. La captura de Singapur como la posición británica clave en el Lejano Oriente significaría un éxito decisivo para toda la conducción de la guerra de los tres poderes. Además, los ataques a otros sistemas de bases del poder naval británico - que se extienden a los de potencia naval estadounidense sólo si no se puede prevenir la entrada de los Estados Unidos en la guerra - se traducirá en el debilitamiento del sistema de poder del enemigo en esa región y también, al igual que el ataque a las comunicaciones marítimas, en atar fuerzas sustanciales de todo tipo (por ejemplo,  Australia). Una fecha para el comienzo de las discusiones operacionales aún no se pueden fijar.

- 4. En las comisiones militares que se formaron de acuerdo con el Pacto Tripartito, sólo tales cuestiones deben ser tratadas como igualmente se refieren a las tres potencias participantes. Estas incluirán principalmente los problemas de la guerra económica. El trabajo de los detalles es responsabilidad de la comisión principal. Con la cooperación del Alto Mando de las Fuerzas Armadas.
- 5. "Los japoneses no deben dar ninguna indicación de la operación Barbarroja .

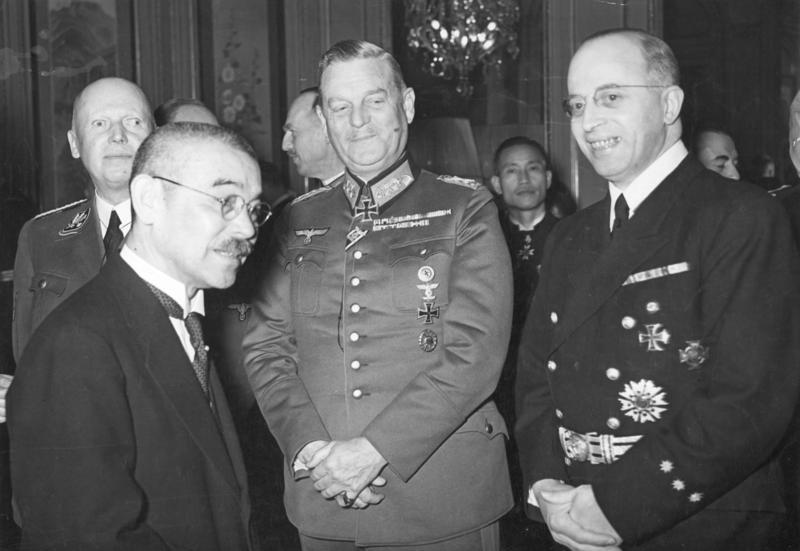
Matsuoka con el Generalfeldmarschall Wilhelm Keitel (centro) y el embajador Heinrich Stahmer (derecha) en una recepción en la embajada de Japón en Berlín el 29 de marzo de 1941.

El 18 de marzo de 1941, en una conferencia a la que asistieron Hitler, Alfred Jodl, Wilhelm Keitel y Erich Raeder, el almirante Raeder declaró:

Japón debe tomar medidas para apoderarse de Singapur tan pronto como sea posible, ya que la oportunidad nunca volverá a ser tan favorable (alianza de toda la Meet Inglesa; la falta de preparación de los EE. UU. para la guerra contra Japón; inferioridad de la Flota del Pacífico de Estados Unidos en comparación con  los japoneses). Japón ya está haciendo preparativos para esta acción; pero de acuerdo con todas las declaraciones realizadas por los oficiales japoneses, solo la llevará a cabo si Alemania procede a  embarcar en Inglaterra. Alemania debe, por lo tanto, concentrar todos sus esfuerzos en estimular a Japón para actuar inmediatamente. Si Japón tiene Singapur, todas las demás preguntas del este asiático con respecto a EE. UU. e Inglaterra se resuelven de esta manera (Guam, Filipinas, Borneo, Indias Orientales holandesas). Japón desea, si es posible, evitar la guerra en contra de EE. UU. Japón puede hacerlo si toma con determinación Singapur tan pronto como sea posible.
Alm. Erich Reader (18 de marzo de 1941)

En las conversaciones que involucran a Hitler, su ministro de exteriores, Joachim von Ribbentrop, su homólogo japonés en ese momento, Yosuke Matsuoka, así como respectivos embajadores de Berlín y Tokio, Eugen Ott e Hiroshi Oshima, la parte alemana luego insinuó ampliamente a, pero nunca se preguntó abiertamente por, ya sea invadir la Unión Soviética desde el este o atacar las colonias de Gran Bretaña en el sudeste de Asia, por lo tanto preocupar y desviar al Imperio británico fuera de Europa, y así cubriendo un poco la espalda de Alemania. A pesar de que Alemania habría claramente favorecido a Japón de atacar a la URSS, los intercambios entre los dos aliados siempre se daban demasiado formales e indirectos, como se muestra en la siguiente declaración de Hitler al Embajador Oshima (2 de junio de 1941):

Sería, por supuesto, por parte de Japón de actuar a su forma, pero la cooperación de Japón en la lucha contra la Unión Soviética sería bien recibida si el avance japonés hacia el sur se debe ejecutar en dificultades debido al suministro y el equipo.
Adolf Hitler al embajador Oshima (2 de junio de 1941)

Matsuoka, Oshima y partes del Ejército Imperial japonés eran los defensores de Hokushin-ron, la estrategia de Japón de ir al norte apuntando un ataque coordinado con Alemania contra la URSS y aprovechar el Este de Siberia. Pero los líderes militares del ejército japonés, es decir, personas como el ministro de guerra Hideki Tojo, estaban constantemente presionados por la Flota Imperial Japonesa y, por lo tanto, una fuerte tendencia hacia "Nanshin" ya existía en 1940, lo que significa ir al sur y explotar potencias europeas debilitadas mediante la ocupación de sus colonias ricas en recursos en el sudeste asiático. Con el fin de asegurar la espalda de Japón mientras la expansión hacia el sur y como un esfuerzo soviético para demostrar las intenciones pacíficas hacia Alemania, el Pacto de Neutralidad soviético-japonés fue firmado en Moscú el 13 de abril de 1941 por Matsuoka en su viaje de regreso de una visita a Berlín. Hitler, que no fue informado de antemano por los japoneses y teniendo en cuenta el pacto de un ardid, malinterpretó la situación diplomática y pensó que su ataque a la URSS traería un gran alivio para Japón en Asia oriental y por lo tanto una amenaza mucho más fuerte de las actividades americanas a través de las intervenciones japonesas. Como consecuencia de ello, la Alemania Nazi siguió adelante con la Operación Barbarroja, su ataque a la Unión Soviética, que comenzó dos meses después, el 22 de junio sin ninguna advertencia específica a sus socios del Eje.
Iósif Stalin tenía poca fe en el compromiso de Japón a la neutralidad, incluso antes del ataque alemán, pero sintió que el pacto era importante por su simbolismo político, para reforzar una afección en Alemania. Desde el punto de vista de Japón el ataque a Rusia casi rompió el Pacto Tripartito en el que el Imperio dependía de la ayuda de Alemania en el mantenimiento de buenas relaciones con Moscú a fin de evitar cualquier amenaza de Siberia. El primer ministro Fumimaro Konoe se sentía traicionado porque los alemanes claramente confiaban demasiado poco en sus aliados del Eje para advertirles de Barbarroja, a pesar de que había temido lo peor desde que recibió un informe en abril de Oshima en Berlín que "Alemania está convencido de que puede derrotar a Rusia y que se prepara para luchar en cualquier momento". El ministro de Asuntos Exteriores Matsuoka, por otro lado, vívidamente trató de convencer al emperador, el gabinete, así como el personal del ejército de un ataque inmediato contra la Unión Soviética. Sin embargo, sus colegas rechazaron cualquier propuesta de este tipo, incluso refiriéndose a él como el "chico de la oficina de Hitler" por ahora, y señaló el hecho de que el ejército japonés, con sus tanques ligeros y medios, no tenía intención de enfrentarse a los tanques soviéticos y aviones hasta que estuvieran seguros de que la Wehrmacht había quebrado al Ejército rojo al borde de la derrota.
Posteriormente, Konoe retiró a Matsuoka de su gabinete e intensificó las negociaciones entre Japón y los EE. UU. de nuevo, que todavía fallaron con los asuntos en China e Indochina, sin embargo, y la demanda estadounidense a Japón de retirarse del Pacto Tripartito en previsión de cualquier acuerdo. Sin ningún tipo de perspectiva con respecto a Washington, Matsuoka sintió que su gobierno tuvo que tranquilizar a Alemania de su lealtad al pacto. En Berlín, Ōshima recibió la orden de transmitir al ministro de Exteriores alemán Ribbentrop que "el gobierno japonés ha decidido asegurar 'señala a d'appui' en la Indochina francesa para permitir aún más para fortalecer su presión sobre Gran Bretaña y los Estados Unidos de América" y presentar esto como una "valiosa contribución a la frente común" con la promesa de que "los japoneses no van a sentarse en la valla mientras los alemanes luchan contra los rusos."

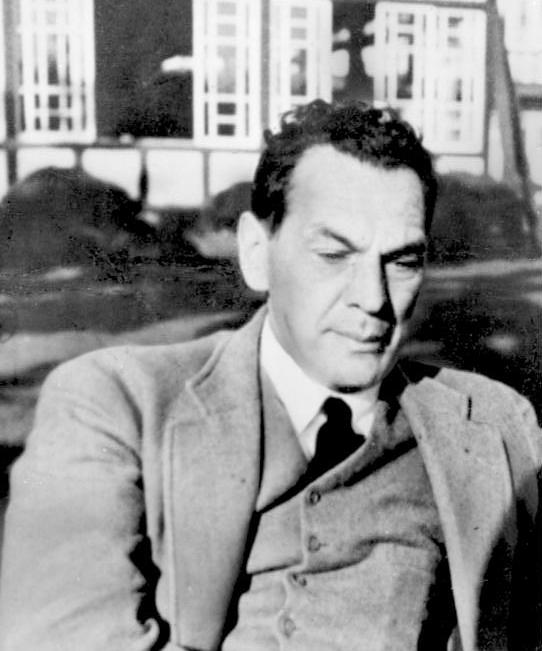
El espía soviético Richard Sorge reveló la disposición de Japón de no cooperar con Hitler contra la URSS en septiembre de 1941.

Durante los primeros meses, los avances de Alemania en la Unión Soviética eran espectaculares y Stalin necesitaba transferir las tropas que protegían en ese momento el sudeste de Siberia de un potencial ataque japonés a la futura defensa de Moscú. El ejército de Kwantung de Japón en Manchuria se mantuvo constantemente en maniobras y, en conversaciones con el ministro de Exteriores alemán Ribbentrop, el embajador en Berlín Oshima insinuó en varias ocasiones de un "ataque japonés inminente" contra la URSS. De hecho, sin embargo, el liderazgo en Tokio en ese momento en ningún momento cambió de opinión y estas acciones eran solo para crear la ilusión de una amenaza oriental a la Unión Soviética en un esfuerzo por doblegar a sus divisiones siberianas. Desconocido para Japón y Alemania, sin embargo, Richard Sorge, un espía soviético disfrazado de periodista alemán que trabajaba para Eugen Ott, el embajador alemán en Tokio, avisó el Ejército Rojo el 14 de septiembre de 1941, que los japoneses no iban a atacar a la Unión Soviética hasta que:
- Moscú fuera capturado
- el tamaño del Ejército de Kwantung fuera tres veces superior al de las fuerzas del Lejano Oriente de la Unión Soviética
- una guerra civil hubiera comenzada en Siberia.[56]

Hacia el final de septiembre de 1941, Sorge transmitió la información de que Japón no iniciaría hostilidades contra la URSS en el Este, liberando así las divisiones del Ejército Rojo en Siberia para la defensa de Moscú. En octubre de 1941 Sorge fue desenmascarado y detenido por los japoneses. Al parecer, él tenía completamente la confianza del embajador alemán Eugen Ott, y se le permitió el acceso a los cables secretos principales de Berlín en la embajada en Tokio. Con el tiempo, esta participación conduciría a Heinrich Georg Stahmer a reemplazar a Ott en enero de 1943. Sorge por el contrario sería ejecutado en noviembre de 1944 y elevado a un héroe nacional en la Unión Soviética.

#### Japón entra a la Segunda Guerra Mundial
En septiembre de 1941 Japón comenzó su expansión hacia el sur expandiendo su presencia militar en Indochina ("asegurando d'appui") y decisivamente aumentado el número de personal y aviones. Esto provocó a los Estados Unidos, el Reino Unido y otros gobiernos occidentales para congelar los activos japoneses, mientras que los EE. UU. (que suministraba el 80 por ciento del petróleo a Japón) respondiera mediante la colocación de un embargo completo de petróleo sobre el Imperio Japonés. Como resultado, Japón se vio obligado esencialmente en elegir entre abandonar sus ambiciones en el sudeste de Asia y su prosecución de la guerra contra China, o apoderarse de los recursos naturales necesarios por la fuerza. El ejército japonés no tuvo en cuenta la opción de atacar la Unión Soviética, en lugar la expansión en el sur de Asia se había convertido en una opción cada vez más impopular desde la humillante derrota de Japón en la batalla de Jaljin Gol en 1939 y el rechazo final de cualquier acción a corto plazo en Siberia, poco después de que Alemania comenzó su invasión de la URSS. Por otra parte, muchos oficiales consideraron el embargo de petróleo de Estados Unidos una declaración tácita de la guerra. Con las sanciones duras del petróleo impuestas por los Estados Unidos, los líderes japoneses estaban ahora aún más decididos de permanecer en China. Alemania se había negado de vender a Japón los planos para hacer petróleo sintético, por lo que la única esperanza de Japón para el petróleo era invadir las Indias Orientales Neerlandesas, lo que resultaría en guerra con los Estados Unidos y Gran Bretaña. Para tener éxito los japoneses tuvieron que neutralizar la poderosa Flota del Pacífico de Estados Unidos, lo que podría evitar que interfiera con los futuros movimientos japoneses en el sudeste de Asia y negociar las condiciones de paz con una mano fuerte.
El 25 de noviembre de 1941, Alemania trató de consolidar aún más la alianza contra la Rusia soviética mediante la reactivación oficial del Pacto Antikomintern de 1936, ahora se unieron firmantes adicionales, Hungría y Rumanía. Sin embargo, con las tropas soviéticas alrededor de Moscú que estaban siendo reforzadas por las divisiones de Siberia Oriental, la ofensiva de Alemania se redujo considerablemente con el inicio del invierno ruso en noviembre y diciembre de 1941. A la vista de sus faltas tácticas de Blitzkrieg, la confianza de Hitler en una conclusión exitosa y rápida de la guerra disminuyó, sobre todo con una Gran Bretaña apoyada por Estados Unidos siendo una amenaza constante en el frente occidental del Reich. Por otra parte, era evidente que la "neutralidad", que los EE. UU. habían mantenido superficialmente a ese punto no tardaría en cambiar a un soporte abierto y sin fronteras con Gran Bretaña en contra de Alemania. Por tanto, Hitler le dio la bienvenida repentina a Japón a la guerra con su ataque aéreo sobre la base naval estadounidense en Pearl Harbor el 7 de diciembre de 1941 y su posterior declaración de guerra a los Estados Unidos y Gran Bretaña, al igual que el ejército alemán sufrió su primera derrota militar en el puertas de Moscú. Al enterarse del ataque exitoso de Japón, Hitler incluso se puso eufórico, diciendo: "Con un aliado tan capaz no podemos perder esta guerra." Precedente al ataque de Japón hubo numerosos comunicados entre Berlín y Tokio. Los embajadores respectivos Ott y Oshima trataron de presentar una modificación al Pacto Tripartito, en el que Alemania, Japón e Italia deberían prometer lealtad de cada uno en el caso de que un signatario es atacado por – o ataca a – los Estados Unidos. A pesar de que el protocolo se terminó en tiempo, no sería firmado formalmente por Alemania hasta cuatro días después del ataque a Pearl Harbor. También entre los comunicados había otro rechazo japonés definitivo de los planes de guerra contra Rusia:

En caso de que Alemania exija que participemos en la guerra contra la Unión Soviética, responderemos que no tenemos la intención de unirnos a la guerra por el momento. Si esto debería conducir a una situación en la que Alemania va a retrasar su entrada en la guerra contra los Estados Unidos, no se puede evitar.
Comunicado japonés a Berlín (diciembre de 1941)

Sin embargo, públicamente el liderazgo alemán aplaudió su nuevo aliado y el embajador Oshima se convirtió en uno de los ocho recipientes de la Gran Cruz de la Orden del Águila Alemana de Oro, que fue concedido por el propio Hitler, que dijo:

Ustedes dieron la declaración correcta de la guerra. Este método es el único adecuado. Japón lo persiguió anteriormente y se corresponde con su propio sistema, es decir, para negociar el mayor tiempo posible. Pero si uno ve que el otro está interesado solamente en poner uno fuera, en la vergüenza y humillación de uno, y no está dispuesto a llegar a un acuerdo, entonces uno debe golpear tan duro como sea posible, y no perder tiempo en declarar la guerra.
Adolf Hitler sobre el ataque de Japón en Pear Harbor (diciembre de 1941)

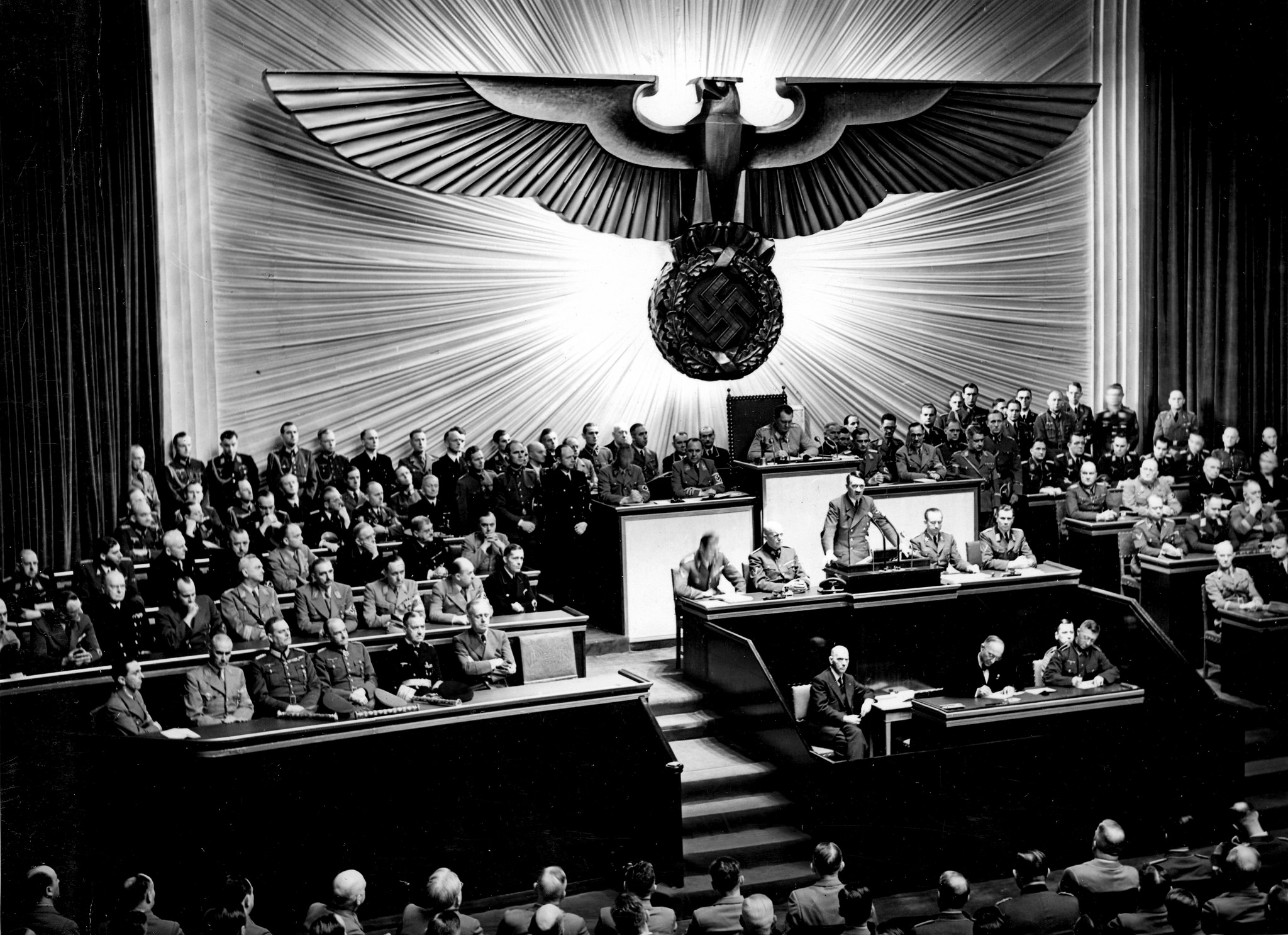
Hitler declara la guerra a los Estados Unidos el 11 de diciembre de 1941 en la estela del ataque de Japón a Pearl Harbor.

A pesar de que la modificación del Pacto Tripartito todavía no estaba en vigor, Hitler optó por declarar la guerra a los Estados Unidos y ordenó al Reichstag, junto con Italia, para hacerlo el 11 de diciembre de 1941, tres días después de la declaración de guerra de los Estados Unidos sobre el Imperio de Japón. Su esperanza de que, a pesar de los rechazos anteriores, Japón recíprocamente atacaría a la Unión Soviética, no se cumplió, ya que Japón mantuvo su estrategia de Nanshin de ir al sur, no al norte, y seguirían para mantener una paz precaria con la Unión Soviética. Sin embargo, la declaración de guerra de Alemania solidificó aún más las relaciones germano-japonesas y mostró la solidaridad de Alemania con Japón, que ahora se animó a cooperar contra los británicos. Hasta cierto punto, las acciones de Japón en el sudeste de Asia y el Pacífico en los meses después de Pearl Harbor, como el hundimiento del HMS Prince of Wales y el HMS Repulse, la ocupación de las colonias de la corona de Singapur, Hong Kong, y Birmania británica y los bombardeos de Australia, fueron un golpe tremendo para el esfuerzo de guerra del Reino Unido y preocupaciones de los aliados, cambiando los activos británicos (incluyendo australianos) y americanos lejos de la batalla del Atlántico y la Campaña de África del Norte contra Alemania para Asia y el Pacífico contra Japón. En este contexto, las fuerzas considerables del Imperio Británico fueron retiradas del norte de África hasta el teatro del Pacífico con sus reemplazos siendo solo divisiones separadas con poca experiencia. Aprovechando esta situación, el Afrika Korps de Erwin Rommel atacó con éxito solo seis semanas después de Pearl Harbor, eventualmente empujando las líneas aliadas hasta el este de El Alamein.

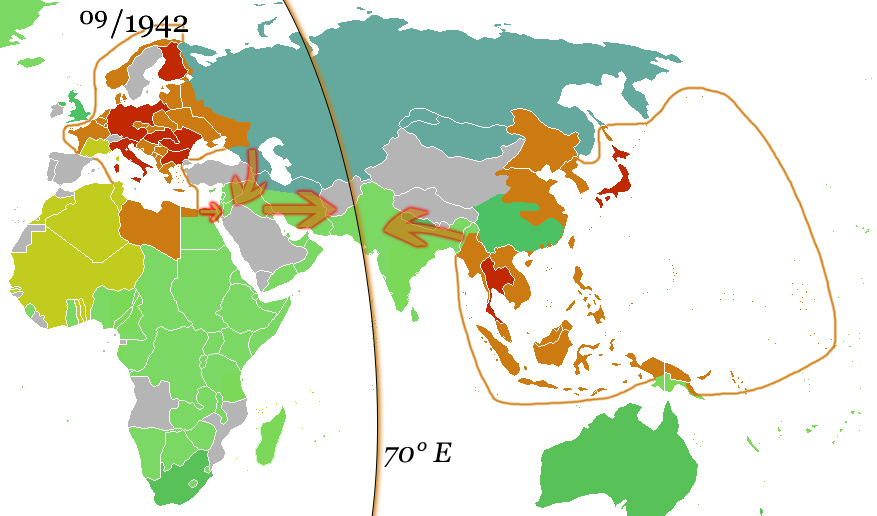
Los alemanes y japoneses dirigieron sus esferas de influencias en grandes extensiones en el otoño de 1942. Las flechas indican los movimientos planeados en una línea de demarcación acordada a 70° E, lo cual, sin embargo, ni siquiera se aproximaron.

Hasta el ataque a la Unión Soviética, Alemania y Japón fueron capaces de intercambiar materiales y personal utilizando el ferrocarril transiberiano. Posteriormente, los submarinos tenían que ser enviado en las llamadas misiones "Yanagi", ya que las fuerzas navales estadounidenses y británicas en alta mar eran demasiado peligrosos para los buques de carga de superficie del Eje. Sin embargo, dada la limitada capacidad de los submarinos, los ojos se centraron pronto directamente en el Mediterráneo, Oriente Medio y la India británica, todos vitales para el esfuerzo de guerra británico. A la larga, Alemania y Japón se imaginaron una vinculación de pareja corriendo por el subcontinente indio contenido por Gran Bretaña que permitiría la transferencia de armamento y recursos, así como posibles operaciones militares conjuntas. Después de todo, la elección de los socios comerciales potenciales era muy limitado durante la guerra y Alemania estaba ansioso de caucho y metales preciosos, mientras que los japoneses buscaron productos industriales, equipos técnicos, y artículos de química. Para agosto de 1942, los avances alemanes en el norte de África prestaron una ofensiva viable contra Alejandría y el Canal de Suez, lo que a su vez, tenía el potencial de permitir el comercio marítimo entre Europa y Japón a través del Océano Índico. Por otro lado, a pesar de su derrota en la batalla de Midway en junio de 1942 con la pérdida de cuatro portaaviones, la marina de guerra japonesa decidió seguir todas las posibilidades de obtener recursos adicionales para reconstruir rápidamente sus fuerzas. Como consecuencia, el embajador Oshima en Berlín recibió la orden de presentar una amplia "lista de deseos" que solicitaba la compra de grandes cantidades de acero y aluminio para ser enviados desde Alemania a Japón. El ministro alemán Ribbentrop desestimó rápidamente la propuesta de Tokio, ya que esos recursos eran vitales para la propia industria de Alemania. Sin embargo, con el fin de obtener respaldo japonés para un nuevo tratado sobre el comercio germano-japonés, que también debe garantizar los derechos de las empresas alemanas en el sudeste de Asia, le pidió a Hitler por lo menos acceder parcialmente a las demandas japonesas. Tuvieron que pasar otros cinco meses de discutir sobre la tasa de intercambio de Reichsmark-Yen y conversaciones adicionales con el tercer signatario, el gobierno italiano, hasta que el "Tratado de Cooperación Económica", fue firmado el 20 de enero de 1943.

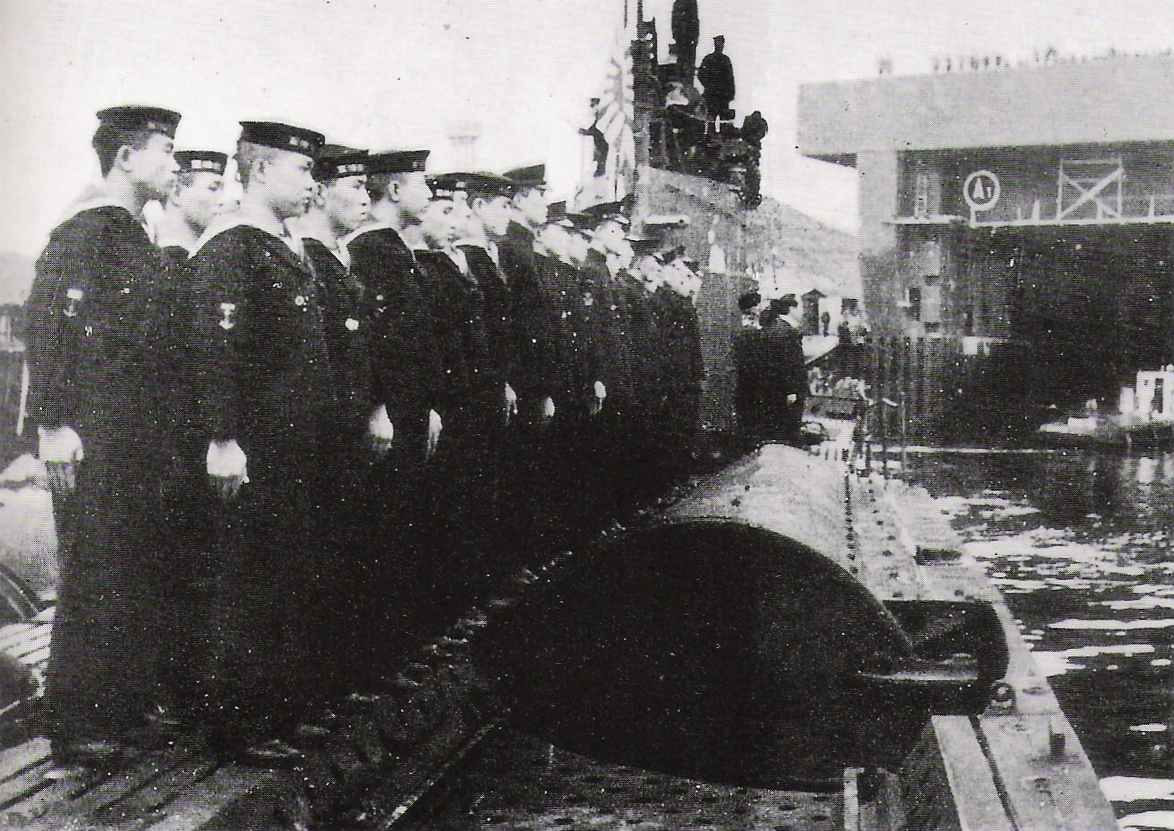
El I-8 llegando a Brest, Francia, en 1943, en una misión "Yanagi" para el intercambio de material y personal con la Alemania nazi.

A pesar de este tratado, las relaciones económicas germano-japonesas previstas nunca fueron capaces de crecer más allá de estado propagandístico. Los británicos mantuvieron el control del Canal de Suez y submarinos con capacidad de carga muy pequeña eran el principal método de contacto. 
Con la pérdida del norte de África y la dura derrota en Stalingrado, Alemania estaba en una postura defensiva a principios de 1943, y nunca recuperó la iniciativa.[cita requerida]
Japón estaba no podía producir portadores y no fue capaz de lanzar ofensivas después de su derrota en Midway en junio de 1942. Se extendió demasiado y ni siquiera podía alimentar a sus guarniciones en las islas a través del Pacífico. El plan de Tokio de conquistar las islas Salomón en el umbral de Australia se convirtió en una retirada continua para los japoneses de la cual la derrota en Guadalcanal a principios de 1943 marcó el inicio. La invasión de Japón a la India había sido detenida en Imphal y Kohima, lo que hace imposible cualquier operación conjunta contra la India.[cita requerida]
Con submarinos siendo prácticamente el único vínculo entre la Europa controlada por los nazis y Japón, el comercio pronto se centró en bienes estratégicos como los planes técnicos y plantillas de armas. Solo el 20-40% de los bienes lograron alcanzar cualquiera destino y se limitaron a viajar 96 personas en submarino desde Europa hacia Japón y 89 en viceversa durante la guerra, ya que solo seis submarinos tuvieron éxito en sus intentos de la travesía transoceánica: I-30 (abril de 1942), I-8 (junio de 1943), I-34 (octubre de 1943), I-29 (diciembre de 1943), I-52 (marzo de 1944), y el submarino alemán U-511 (agosto de 1943). Antes de que el I-29 se embarcara en su viaje a Francia ocupada por Alemania en diciembre de 1943, se reunió con el submarino alemán U-180 durante una misión anterior en el Océano Índico. Durante esta reunión, el 28 de abril de 1943, luchador por la libertad indio Subhas Chandra Bose se transfirió al I-29, convirtiéndose así en el único cambio de un civil entre dos submarinos de dos marinas diferentes en la Segunda Guerra Mundial. Por otro lado, el U-234 es uno de los ejemplos más populares de una misión Yanagi abortada en mayo de 1945. Entre otras cosas, su carga incluía ejemplos de los más nuevos torpedos eléctricos, un avión a reacción Me 262, un misil antibuque Henschel Hs 293, y 560 kg de óxido de uranio. Sin embargo, no se ha aclarado si el uranio fue el material apto para armas.
En raras ocasiones, los buques de superficie alemanes fueron capaces de llegar a Japón. Estos cruceros auxiliares incluidos Michel y Thor, que fueron llevados a Yokohama después de que los jefes Kriegsmarine se dieron cuenta a finales de 1942 que sería poco práctico para ellos volver a los puertos europeos controlados por Alemania.
Los barcos alemanes de suministro (Uckermark) y los buques extranjeros capturados por los invasores mercantes alemanes también llegaron a los puertos japoneses.

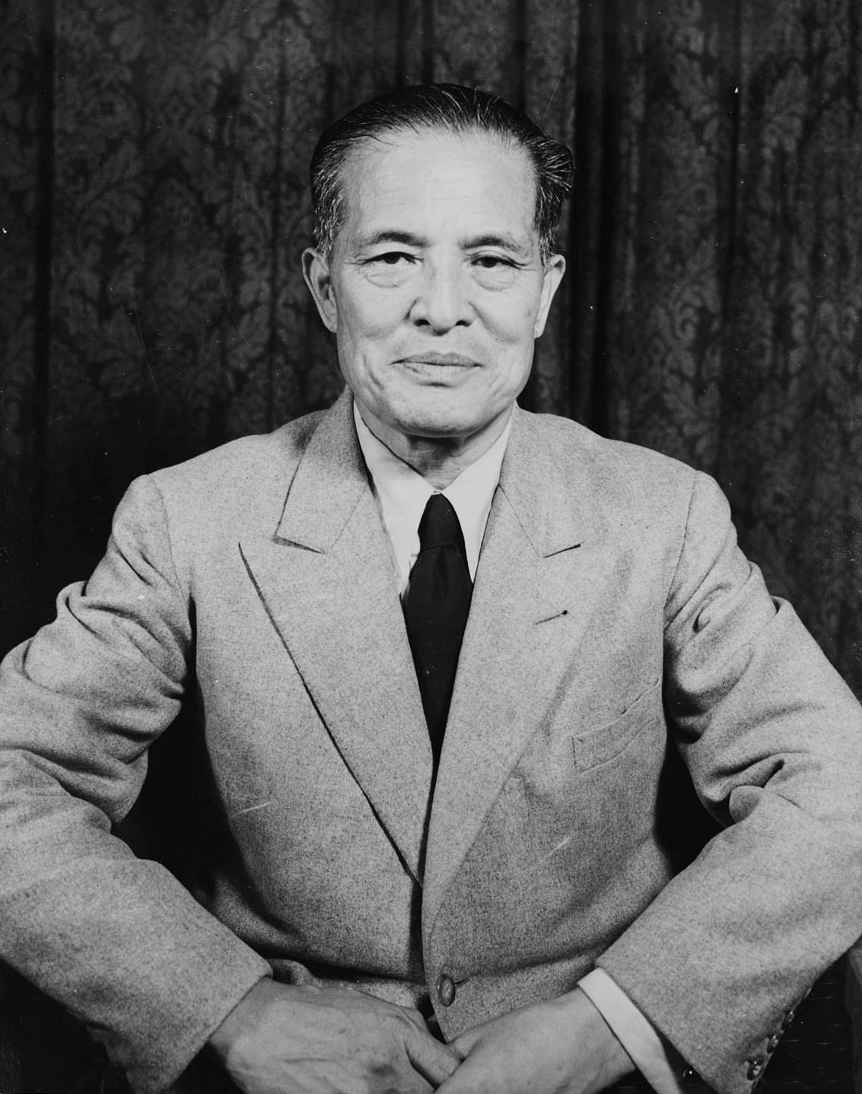
Hiroshi Oshima, embajador en Alemania hasta mayo de 1945

A la vista de sus planes fracasados de guerra, los representantes japoneses y alemanes comenzaron cada vez más a engañar al otro en charlas técnicas exagerando victorias menores y restando importancia a las pérdidas. En varias conversaciones en la primavera y el verano de 1943 entre el Generaloberst Alfred Jodl y el agregado naval japonés en Berlín, el vicealmirante Naokuni Nomura, Jodl restó importancia a las derrotas anteriormente descritas del ejército alemán, por ejemplo, afirmando la ofensiva soviética pronto se quedaría sin vapor y que "en cualquier parte la Wehrmacht se podría enviar a tierra, es seguro de la misión, pero en donde se tiene que ser tomado sobre el mar, se convierte en algo más difícil."  Japón, por el contrario, no solo eludió cualquier divulgación de su posición estratégica verdadera en el Pacífico, pero también declinó cualquier interferencia en los envíos estadounidenses que se descargaban en Vladivostok y grandes cantidades de hombres y material que se transportaban desde el este de Siberia hasta el frente alemán en el oeste. Siendo obligado a mirar el refuerzo continuo de las tropas soviéticas del este sin ninguna intervención japonesa fue una gran espina para Hitler, especialmente teniendo en cuenta la aparente ignorancia de Japón con respecto a la reciente Conferencia de Casablanca en la que los aliados declararon que solo aceptan las rendiciones incondicionales de las naciones del Eje. Durante una sesión informativa privada, el 5 de marzo de 1943 Hitler comentó:

Te mienten en la cara y al final todas sus representaciones se calculan en algo que resulta ser un engaño!
Adolf Hitler sobre los japoneses (5 de marzo de 1943)

A medida que avanzaba la guerra y Alemania empezaba a retroceder aún más, el embajador japonés Oshima nunca vaciló en su confianza en que Alemania saldría victorioso. Sin embargo en marzo de 1945 se informó a Tokio en el "peligro de que Berlín se convertirse en un campo de batalla" y revela un miedo de "que el abandono de Berlín puede tener lugar un mes". El 13 de abril, se reunió con Ribbentrop – resultó, por última vez – y se comprometió a estar junto a los líderes del Tercer Reich en su momento de crisis, pero tuvo que salir de Berlín en el momento por orden directa de Hitler. El 7 y 8 de mayo de 1945, cuando el gobierno alemán se rindió ante las potencias aliadas, Ōshima y su personal fueron detenidos y llevados a los Estados Unidos. Ahora en la lucha de una guerra aún más desesperada, el gobierno japonés denunció de inmediato la rendición alemana como un acto de traición e internaron los pocos individuos alemanes, así como confiscaron todos los bienes alemanes (como submarinos) en territorio japonés en el momento. Cuatro meses más tarde, el 2 de septiembre, Japón tuvo que firmar sus propios documentos de rendición.

#### Supuesta conspiración germano-japonesa a largo plazo
Después de que la Segunda Guerra Mundial se concluyó oficialmente con la rendición del Imperio de Japón, los planes para enjuiciar a los principales criminales de guerra alemanes y japoneses se implementaron rápidamente en 1946. Mientras que los funcionarios japoneses tuvieron que hacer frente a los juicios de Tokio, los principales crímenes de guerra alemanes fueron tratados en los juicios de Núremberg. Aquí fue el objetivo de los fiscales de los aliados de colocar una escasa cooperación entre el Tercer Reich y el Japón imperial como una conspiración planeada desde hace tiempo de dividir el mundo entre los dos compañeros del Eje y con ello la entrega de otra demostración de la maldad común expresada por presuntos planes de guerra conjuntos a largo plazo. 

Los planes nazis de agresión llamaron para el uso de los aliados asiáticos y encontraron entre los hombres japoneses una parentela de mente y propósito. Eran hermanos, debajo de la piel.
Robert H. Jackson, fiscal general estadounidense en los juicios de Nuremberg1945/46

De acuerdo con la investigación histórica moderna, sin embargo, tal conspiración no existió y se considera propaganda aliada. Aunque hubo una cooperación militar limitada y cautelosa entre Japón y Alemania durante la Segunda Guerra Mundial, no hay documentos que corroboren cualquier planificación a largo plazo o que exista la coordinación real de las operaciones militares de ambos poderes.

### Desarrollos posteriores a la Segunda Guerra Mundial

#### La reconstrucción de las relaciones y nuevos intereses comunes

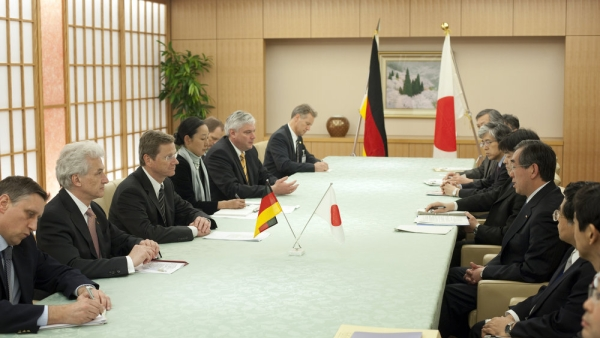
Reunión del ministro de Asuntos Exteriores alemán, Guido Westerwelle, y el ministro japonés de Asuntos Exteriores, Takeaki Matsumoto en Tokio después del terremoto y tsunami de Tohoku de 2011.

Después de su derrota en la Segunda Guerra Mundial, Japón y Alemania estaban ocupadas. Japón recuperó su soberanía con el Tratado de San Francisco en 1952 y se unió a las Naciones Unidas en 1956. Alemania fue dividida en dos estados. Se acordó en 1951 para retomar las relaciones diplomáticas entre Japón y la República Federal de Alemania.  Las relaciones diplomáticas bilaterales entre Alemania Occidental y Japón fueron restauradas en 1955; entre Alemania Oriental y Japón en 1973, ese año ambos estados alemanes se convirtieron en miembros de la ONU.
A partir de la década de 1950, las empresas japonesas trataron de adquirir materias primas necesarias como productos de acero y químicos en la región alemana del Ruhr, con una pequeña comunidad empresarial japonesa en Düsseldorf. En 1974, Alemania Occidental y Japón firmaron un acuerdo intergubernamental sobre la cooperación en ciencia y tecnología, la re-intensificación de los esfuerzos científicos conjuntos y el intercambio tecnológico. El acuerdo resultó en numerosos proyectos, centrados generalmente en la investigación marina y ciencias de la tierra, ciencias de la vida y la investigación del medio ambiente. Además, se pusieron en marcha programas de intercambio de jóvenes, incluyendo una "Cumbre de Jóvenes" que se celebra anualmente desde 1974.

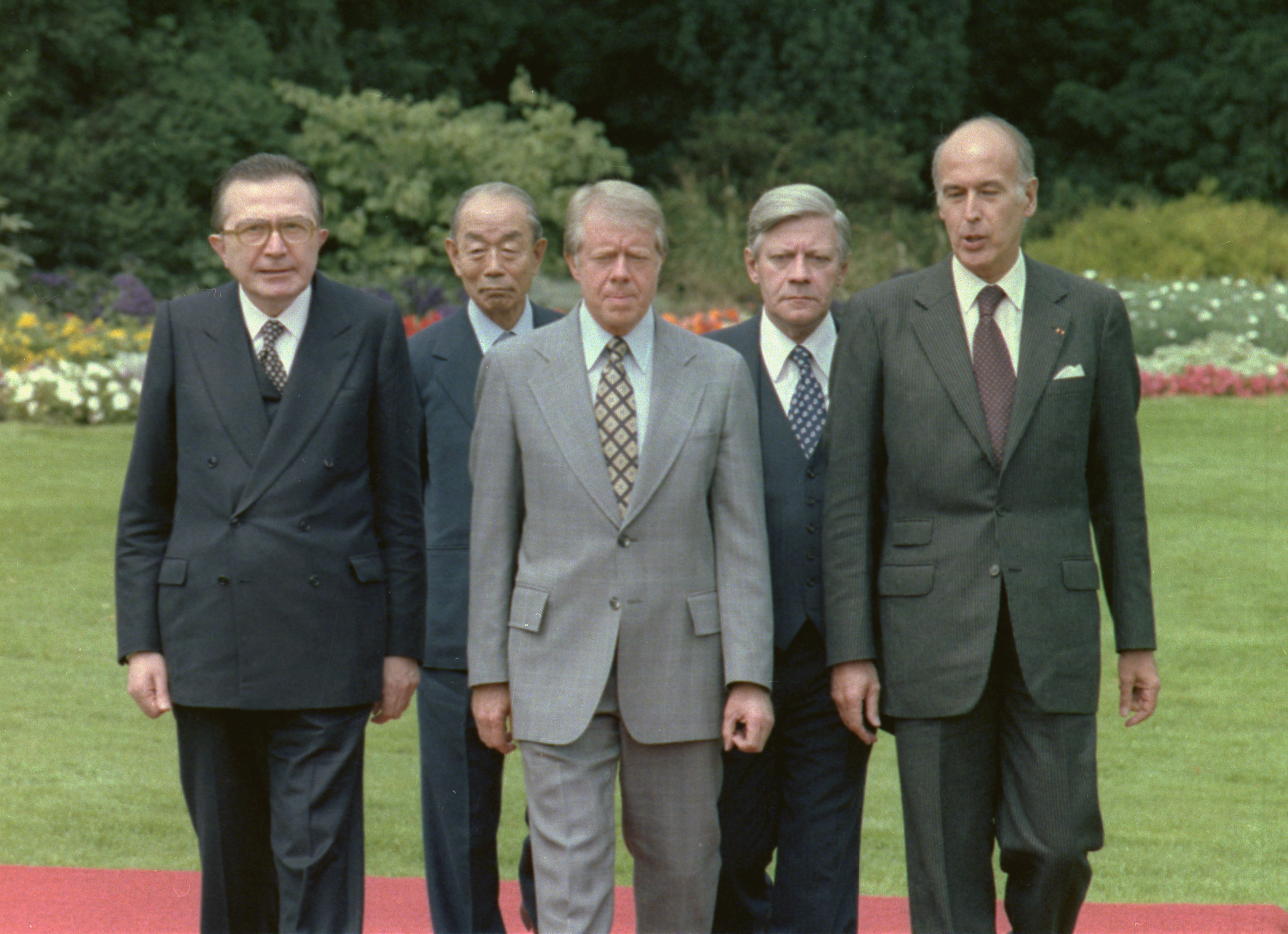
Cinco de los líderes en la cuarta cumbre del G-7 en 1978 con el primer ministro japonés, Takeo Fukuda y el canciller alemán Helmut Schmidt siendo el segundo y el cuarto desde la izquierda.

Las relaciones políticas germano-japonesas se ampliaron con los dos países participando en la creación del llamado Grupo de los Seis, o simplemente "G6", junto con los EE. UU., el Reino Unido, Francia e Italia en 1975 como una respuesta a la crisis del petróleo de 1973. El G6 pronto se expandió por Canadá y más tarde a Rusia, con G6, G7, y más tarde G8, cumbres que se celebran anualmente desde entonces. Durante los años siguientes, las instituciones, como por ejemplo en 1985 el "Centro Alemán Japonés" (JDZB) en Berlín y en 1988 el "Instituto Alemán de Estudios Japoneses" (DIJ) en Tokio, se fundaron para contribuir aún más al intercambio académico y científico entre Japón y Alemania.
A mediados de los años 1980, los representantes alemanes y japoneses decidieron reconstruir la antigua embajada japonesa en Berlín de 1938. Sus restos habían permanecido sin ser usados después de que el edificio fue en gran parte destruido durante la Segunda Guerra Mundial. Además del complejo original, varios cambios y adiciones se hicieron hasta el año 2000, como mover la entrada principal a la calle de Hiroshima, que fue nombrada en honor a la ciudad japonesa, y la creación de un jardín tradicional japonés.
Las relaciones posteriores a la guerra entre Japón y las dos Alemanias, así como con la Alemania unificada desde 1990, se han centrado generalmente en las cuestiones económicas y comerciales. Alemania, dedicada al libre comercio, sigue siendo el mayor socio comercial de Japón dentro de Europa. Esta postura general, se refleja también en los llamados "7 pilares de la cooperación" acordados por el ministro de asuntos exteriores de Japón, Yohei Kono, y el ministro de asuntos exteriores de Alemania, Joschka Fischer, el 30 de octubre de 2000:
- Pilar 1: Contribución a la paz y la estabilidad de la comunidad internacional.
- Pilar 2: Consolidación de las relaciones económicas y comerciales, en beneficio de los impulsos de la globalización.
- Pilar 3: Contribución de una solución de los problemas globales, los deberes y responsabilidades sociales.
- Pilar 4: Contribución para la estabilidad en las regiones (Península de Corea, República Popular de China, la antigua Yugoslavia, Rusia, Asia del Sur, los nuevos Estados independientes, Oriente Medio y la región del Golfo, América Central y América del Sur, Timor del Este, África).
- Pilar 5: Además la constitución de las relaciones políticas fieles entre Japón y Alemania.
- Pilar 6: Promoción de las relaciones económicas
- Pilar 7: Promoción de la comprensión mutua y las relaciones culturales

En 2000, el intercambio cultural bilateral culminó en el año de "Japón en Alemania", que luego fue seguido por el año de "Alemania en Japón" en 2005/2006. También en 2005, el Festival de Cine Alemán en Tokio fue traído a la existencia.
En 2004, el canciller alemán Gerhard Schröder y el primer ministro japonés, Junichiro Koizumi, acordaron cooperar en la ayuda para la reconstrucción de Irak y Afganistán, la promoción del intercambio de actividades económicas, intercambios de jóvenes y deportistas así como intercambios y cooperación en la ciencia, tecnología y campos académicos.

#### Relaciones actuales
A finales de 1990 y principios de 2000, Alemania y Japón, siendo los segundos y terceros mayores financiadores de las Naciones Unidas respectivamente, exigieron una reforma del Consejo de Seguridad de las Naciones Unidas y un aumento del número de sus miembros permanentes. Para este propósito las dos naciones se organizaron junto con Brasil y la India para formar las llamadas "naciones G4". El 21 de septiembre de 2004, el G4 emitió un comunicado conjunto pidiendo puestos permanentes junto con dos países africanos. Esta propuesta encontró oposición en un grupo de países denominado Unidos por el Consenso. En enero de 2006, Japón anunció que no apoyaría poner otra vez la resolución G4 sobre la mesa y estaba trabajando en una resolución de su propia cuenta.
Ciertas ineficiencias con respecto a la cooperación bilateral entre Alemania y Japón también se reflejaron en 2005, cuando el ex primer ministro japonés, Kiichi Miyazawa escribió en una conmemoración al 20 aniversario del Centro japonés-alemán en Berlín que 

las relaciones entre Alemania y Japón son generalmente buenas y no hay problemas bilaterales particulares. Esto se traduce en una cierta indiferencia, que ahora puede ser considerado un problema.
PM Kiichi Miyazawa (2005)

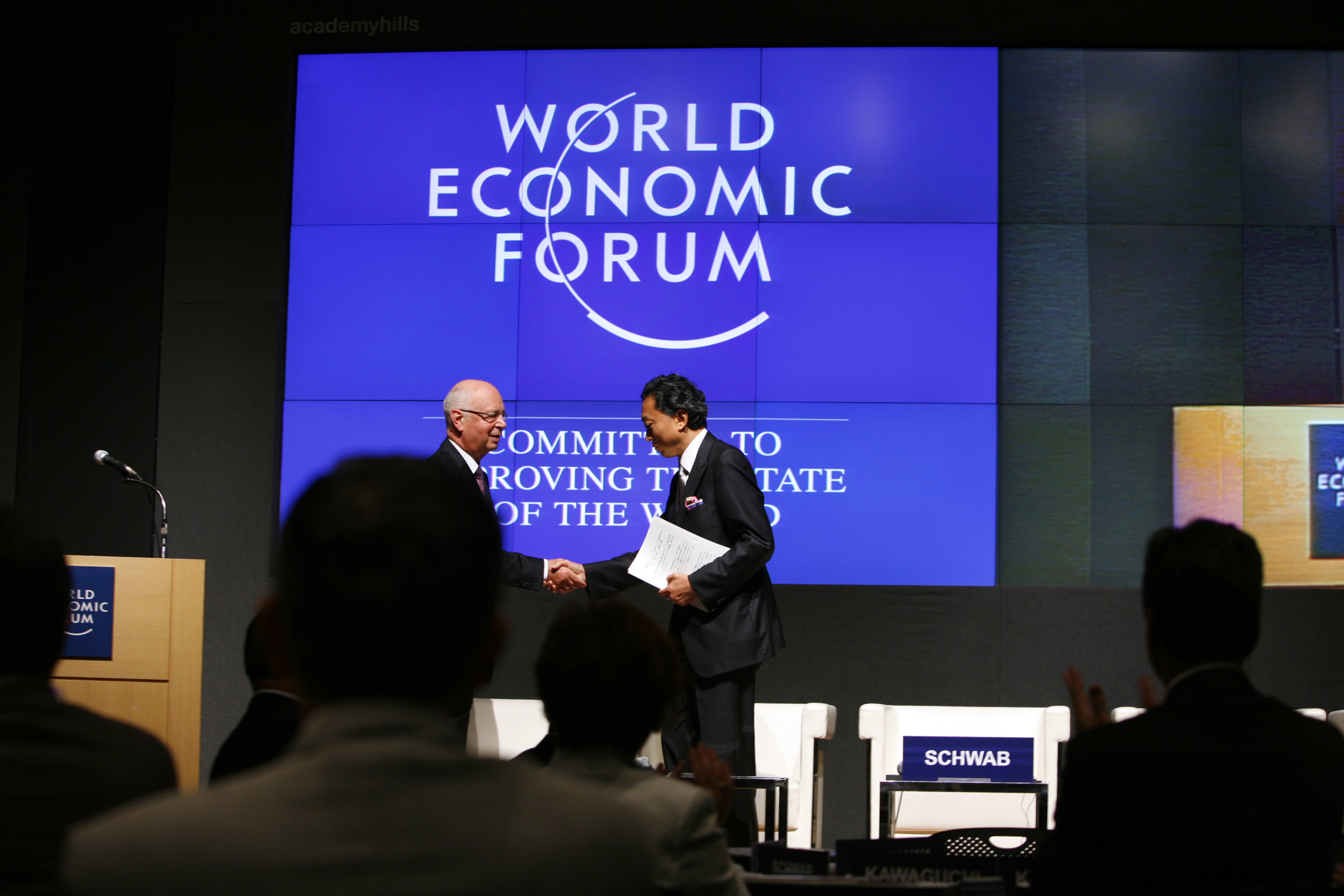
Klaus Schwab de Alemania saluda el primer ministro japonés, Yukio Hatoyama, en el Foro Económico Mundial de 2009.

Sin embargo, en 2008, Japón aún era el segundo socio comercial de Alemania en Asia después de China. En 2006, las importaciones alemanas procedentes de Japón ascendieron a € 15.6 mil millones y las exportaciones alemanas a Japón 14.2 mil millones de euros (un 15.4% y un 9% más que el año anterior, respectivamente). En 2008, sin embargo, las exportaciones y las importaciones japonesas desde y hacia la Unión Europea cayeron un 7.8% y un 4.8% después de crecer un 5.8% en 2007 debido a la crisis financiera global. El comercio bilateral entre Alemania y Japón también se redujo en 2008, con las importaciones procedentes de Japón cayendo un 6.6% y las exportaciones alemanas a Japón un 5.5% menos. A pesar de que Japón permaneció siendo el socio principal comercial de Alemania en Asia después de China en 2008, medido en términos del total del comercio exterior de Alemania, la participación de las exportaciones y las importaciones de Japón es relativamente baja y queda muy por debajo del potencial entre el la tercera y quinta economías más grandes del mundo.

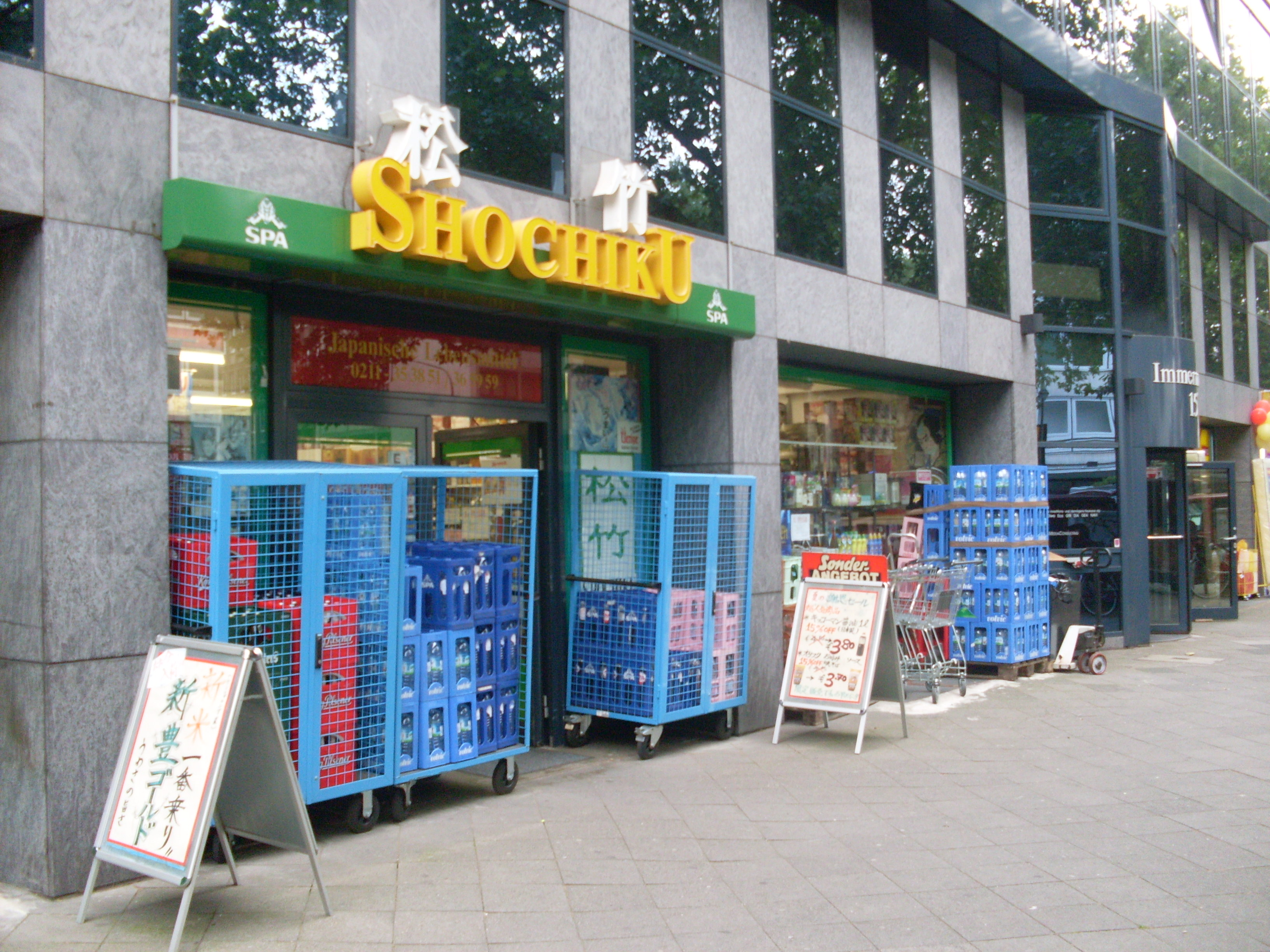
Un supermercado japonés en Düsseldorf, hogar del barrio japonés más grande de Europa.

Sin ser afectado por cualquier estancamiento de las relaciones germano-japonesas de comercio, la comunidad japonesa en Düsseldorf, hogar de barrio japonés más grande de Europa, está creciendo de nuevo después de un declive en los años 1980 y 1990. En 2008, más de 8000 japoneses vivían en la zona de Düsseldorf, que cuenta con una escuela japonesa, dos jardines de niños, tres bibliotecas y numerosos clubes japoneses. Por otra parte, más de 200 empresas japonesas están activas en esa región, creando de más de 20.000 puestos de trabajo. La comunidad japonesa es considerado ampliamente como un gran activo para Düsseldorf.
El 14 y el 15 de enero de 2010, el ministro de asuntos Exteriores alemán, Guido Westerwelle, llevó a cabo su visita personal inaugural a Japón, centrándose en las conversaciones con su homólogo japonés, Katsuya Okada, sobre las relaciones bilaterales de ambas naciones y las cuestiones globales. Westerwelle hizo hincapié en que 

Queremos hacer nuestra contribución conjunta para asegurar que esta década es una década de desarme – no una década de armamento
Guido Westerwelle sobre la cooperación germana-japonesa (15 de enero de 2010)

 y los dos ministros instruyeron a sus Ministerios de elaborar iniciativas de desarme y estrategias que Berlín y Tokio puedan presentar a la comunidad internacional en conjunto. Especialmente en relación con el programa nuclear de Irán, también hizo hincapié en que Japón y Alemania, tanto que son capaces a nivel técnico y sin embargo se abstienen de poseer cualquier arma ABC, deben asumir un papel principal en la realización de un mundo libre de armas nucleares y que las sanciones internacionales son considerados como un instrumento adecuado de la presión. Por otra parte, Westerwelle y Okada acordaron mejorar la cooperación en Afganistán e intensificar el comercio bilateral entre ambos países. La visita concluyó en conversaciones con el primer ministro de Japón, Yukio Hatoyama, antes de que el ministro de asuntos exteriores alemán visitó el famoso santuario de Meiji en el corazón de Tokio

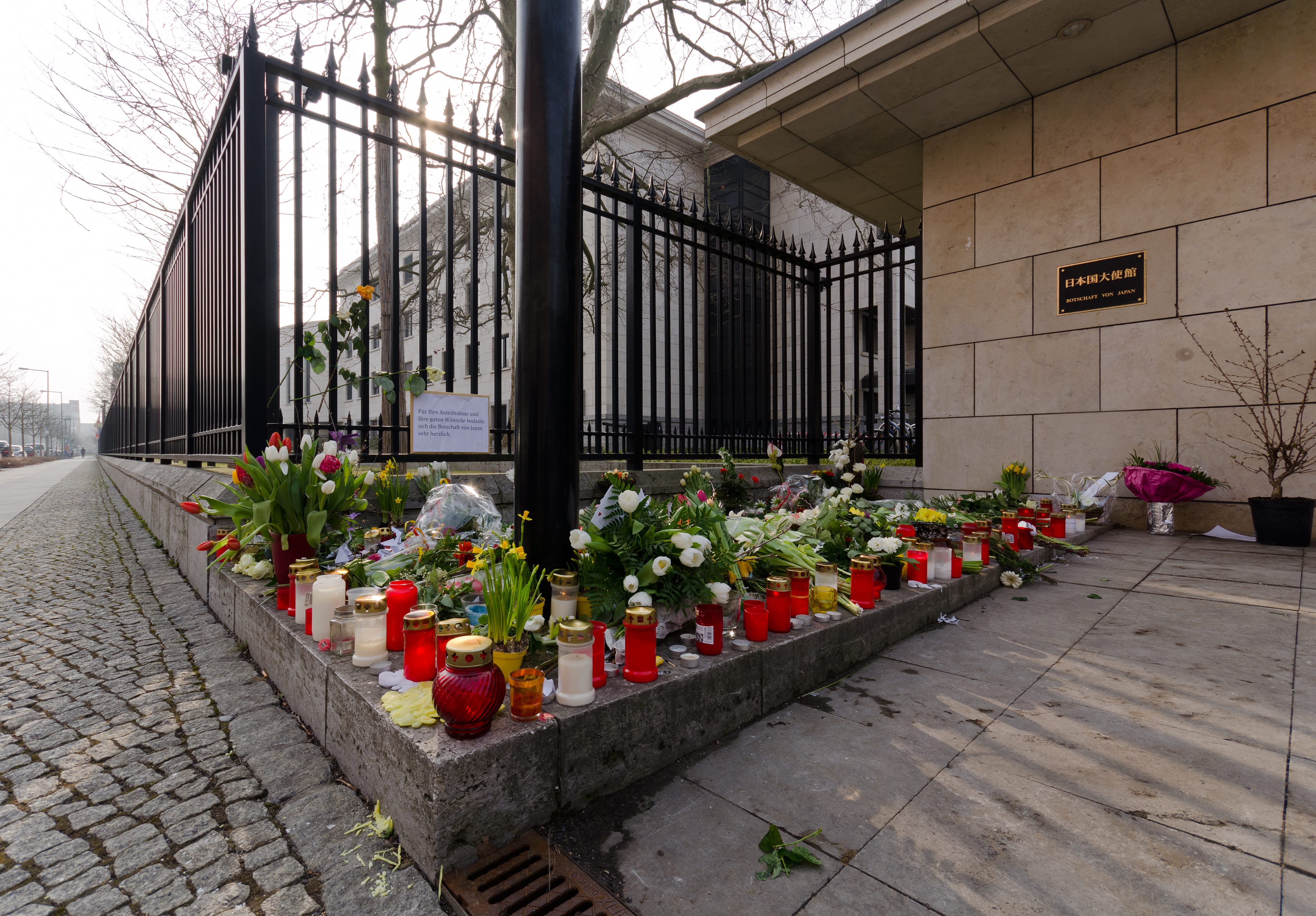
El devastador terremoto y tsunami de Tohoku en 2011 causó una ola de simpatía y compasión en Alemania (flores en frente de la embajada japonesa en Berlín).

El viernes 11 de marzo de 2011, el terremoto y tsunami de Tohoku, el terremoto más potente conocido que ha golpeado a Japón, y uno de los cinco terremotos registrados más poderosos, de los cuales el primer ministro japonés Naoto Kan dijo, "En los 65 años después del fin de la Segunda Guerra Mundial, esta es la crisis más dura y difícil para Japón." que golpeo a Honshu. El terremoto y el tsunami resultante no solo devastaron amplias zonas costeras en la prefectura de Miyagi, pero también causó el desastre nuclear de Fukushima Daiichi que provocó una evacuación permanente que rodea la central nuclear de Fukushima I. La canciller alemana, Angela Merkel, expresó de inmediato su más sentido pésame a todos los afectados y prometió a Japón toda la ayuda que pidiese. Como consecuencia, especialistas en rescate de la Technisches Hilfswerk, así como un equipo de exploración de I.S.A.R. (International Search and Rescue) de Alemania fueron enviados a Japón, sin embargo partes de personal alemán tuvieron que ser retirados debido al peligro de radiación cerca de la central dañada. Por otra parte, el Centro Aeroespacial Alemán proporcionó imágenes del satélite TerraSAR-X y RapidEye de la zona afectada. En los días posteriores al desastre, numerosas flores, velas y grullas de papel se colocaron frente a la embajada japonesa en Berlín por compasionistas, incluyendo líderes políticos alemanes. Aunque nunca se materializó, propuestas adicionales de ayuda incluyeron el envío de unidades especiales del Bundeswehr a Japón, como equipos de descontaminación de las Fuerzas Armadas alemanas pertenecientes a las más sofisticadas en el mundo.
El 2 de abril de 2011, el canciller alemán Westerwelle visitó Tokio en un viaje de Asia, ofreciéndole otra vez a Japón "toda la ayuda, donde se necesite" para recuperarse del tsunami y del subsiguiente desastre nuclear del mes anterior. Westerwelle también hizo hincapié en la importancia de avanzar con un acuerdo de libre comercio entre Japón y la Unión Europea con el fin de acelerar la recuperación de la economía japonesa. Junto con su homólogo alemán, el canciller japonés, Takeaki Matsumoto también se mencionó posibles nuevos campos de cooperación entre Tokio y Berlín con respecto a una reforma del Consejo de Seguridad de las Naciones Unidas.

## Otras lecturas

### Inglés
- Akira, Kudo. (1998) Japanese-German Business Relations: Co-operation and Rivalry in the Interwar Period (Nissan Institute/Routledge Japanese Studies) (1998)
- Baskett, Michael (2009). "All Beautiful Fascists?: Axis Film Culture in Imperial Japan" in The Culture of Japanese Fascism, ed. Alan Tansman. Durham: Duke University Press. pp. 212–234. ISBN 0822344521
- Martin, Bernd (2005). Japan and Germany in the Modern World. Berghahn Books.
- Hübner, Stefan (2012), "National Socialist Foreign Policy and Press Instructions, 1933-1939: Aims and Ways of Coverage Manipulation based on the Example of East Asia," International History Review 34#2 pp 271–291. online
- Katada, Saori N.,  Hanns Maull and Takashi Inoguchi, eds. Global Governance: Germany and Japan in the International System (2004)
- Presseisen, Ernst L. (1958) Germany and Japan – A Study in Totalitarian Diplomacy 1933–1941. The Hague: Martinus Nijhoff.
- Spang, Christian W. and Rolf-Harald Wippich (eds.). (2006) Japanese–German Relations, 1895–1945. War, Diplomacy and Public Opinion (ISBN 0-415-34248-1). London: Routledge.
- Warner, Geoffrey. "From Pearl Harbour to Stalingrad: Germany and its Allies in 1942," International Affairs, April 1978, Vol. 54 Issue 2, pp 282–92
- Weinberg, Gerhard L. A World at Arms (2nd ed 2013) global history of WW2 by leading expert on German diplomacy

### Otros idiomas
- Hübner, Stefan (2009) Hitler und Ostasien, 1904 bis 1933.  Die Entwicklung von Hitlers Japan- und Chinabild vom Russisch-Japanischen Krieg bis zur "Machtergreifung" [Hitler and East Asia, 1904 to 1933. The Development of Hitler’s Image of Japan and China from the Russo-Japanese War to the "Coming to Power"], in OAG-Notizen 9/2009, 22–41. https://www.unibw.de/geschichte/neueste/stefanhuebner/oagarticle/at_download/file Archivado el 4 de marzo de 2016 en Wayback Machine.
- Ishii, Shiro et al. (ed.): Fast wie mein eigen Vaterland: Briefe aus Japan 1886–1889. [Almost as my own Motherland: Letters from Japan]. München: Iudicium 1995.
- Kreiner, Josef (ed.). (1984) Deutschland – Japan. Historische Kontakte [Germany – Japan. Historical Contacts]. Bonn: Bouvier.
- Kreiner, Josef (ed.). (1986) Japan und die Mittelmächte im Ersten Weltkrieg und in den zwanziger Jahren [Japan and the Central Powers in World War I and the 1920s]. Bonn: Bouvier.
- Kreiner, Josef and Regine Mathias (ed.). (1990) Deutschland–Japan in der Zwischenkriegszeit [Germany – Japan in the inter-war period]. Bonn: Bouvier.
- Pantzer, Peter und Saaler, Sven: Japanische Impressionen eines Kaiserlichen Gesandten. Karl von Eisendecher im Japan der Meiji-Zeit/明治初期の日本　－　ドイツ外交官アイゼンデッヒャー公使の写真帖より (A German Diplomat in Meiji Japan: Karl von Eisendecher. German/Japanese). München: Iudicium, 2007.
- Martin, Bernd and Gerhard Krebs (eds.). (1994) Formierung und Fall der Achse Berlin–Tôkyô [Construction and Fall of the Berlin–Tôkyô Axis]. Munich: Iudicium.
- Martin, Bernd. (2001) Deutschland und Japan im Zweiten Weltkrieg 1940–1945, Vom Angriff auf Pearl Harbor bis zu deutschen Kapitulation. Nikol Verlagsgesellschaft mdH & Co. KG, Hamburg.

### Visitas de Estado
Canciller Adolf Hitler (1941)
Presidente Walter Scheel (1978)
Secretary General of East Germany Erich Honecker (1981)
Canciller Angela Merkel (2007, 2015)

### Visitas a Alemania
Primer Ministro Hideki Tojo (1941)
Canciller Yosuke Matsuoka (1941)
Emperador Hirohito (1971)
Emperador Akihito (2011)